# Schio
Schio (Schio in veneto) è un comune italiano di 39 014 abitanti della provincia di Vicenza in Veneto. Per numero di abitanti è il decimo comune della regione e il terzo della provincia, dopo il capoluogo e Bassano del Grappa.

## Geografia fisica
Schio è situato all'imboccatura della Val Leogra, nell'Alto vicentino, ed è attraversato da alcuni corsi d'acqua a carattere torrentizio: il Leogra, il Timonchio, il Livergon presso Magrè e vari altri affluenti minori; il centro urbano è invece attraversato da un canale artificiale, la Roggia Maestra. Il centro abitato di Schio, posizionato a una quota altimetrica di 200 m s.l.m., è attorniato da un anfiteatro montagnoso, che se da una parte ha sfavorito lo sviluppo di una cultura dedita al commercio, ha per contro reso possibile lo sviluppo di numerose attività, artigianali prima, industriali poi (specialmente dell'arte laniera), come mezzo di sostentamento. L'antica cultura rurale, comunque ancora presente in questa cittadina, è testimoniata soprattutto dalla presenza di molte contrade nei suoi colli e nelle sue montagne.
Il territorio è caratterizzato da una consistente presenza mineraria nel sottosuolo, sfruttata dall'uomo fin dall'antichità, richiamando quindi numerose popolazioni e favorendone l'insediamento. Queste popolazioni bonificarono il territorio e vi impiantarono numerose colture, dagli ortaggi alle granaglie, dalla frutta ai pascoli.
Il territorio comunale, compreso entro una fascia altimetrica che va dai 141 m s.l.m. ai 1694 m s.l.m., può essere idealmente suddiviso in quattro ambienti principali:
- nei monti circostanti, oltre i mille metri si può notare una grande presenza di conifere, con pini, abeti e larici. Sulla sommità del monte Novegno sono presenti il pino mugo, genziane e numerose altre specie vegetali. Il monte Summano, che domina la città, viene considerato un patrimonio floristico unico in Europa: vi si possono trovare circa 1000 specie di piante e fiori diversi e su questo piccolo monte è reperibile circa il 7,5% dell'intera flora europea, il 15% di quella italiana e più del 30% di quella veneta, a sua volta una delle più ricche d'Italia;
- nei luoghi di elevata umidità si possono trovare numerosi boschi di faggi;
- tra i 1000 e i 300 metri di quota vi sono boschi di piante mesofile; qui la natura è particolarmente rigogliosa, favorita da terreni più umidi e ricchi di sostanze nutritive; non è raro trovarvi animali come caprioli, volpi e numerose specie di mammiferi di piccole dimensioni;
- boschi di piante termofile sotto i 500 metri di quota, con arbusti e piante di piccole dimensioni.

## Origini del nome
Il nome "Schio" deriva da scledum, termine latino medioevale, indicante una pianta della famiglia della quercia (gli "ischi", che è un termine volgare per indicare la quercia) o un luogo piantato a querce.

### Nome degli abitanti
Il nome dei suoi abitanti - "scledensi" - ugualmente deriva da scledum; in forma volgare desueta, diventa "schiotti".

## Storia

### Epoca antica
Le prime tracce della presenza dell'uomo in questo territorio risalgono all'epoca preistorica e vengono documentate da una vasta serie di reperti archeologici rinvenuti in zona.
Sebbene i Romani abbiano colonizzato la pianura veneta, la zona di Schio non fu sottoposta alla centuriazione, tranne che per una piccola porzione di territorio nei pressi di Giavenale, la loro presenza in zona è comunque documentata da numerosi reperti.

### Medioevo
L'insediamento urbano si sviluppò a partire dall'XI secolo: il vicus di Schio si sviluppò in seguito alla bonifica del territorio, operata dai Benedettini.

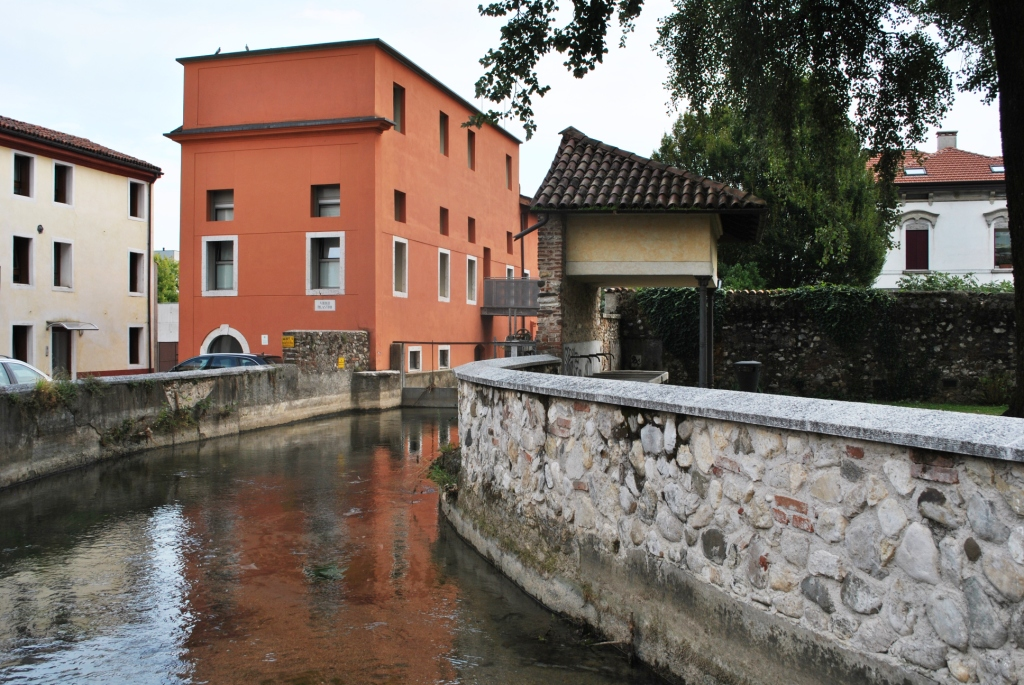
La Roggia Maestra attraversa il centro urbano di Schio. Fu realizzata nel XIII secolo dai Maltraversi.

Il Comune nacque forse nel 1228. Risale certamente a questo periodo lo scavo della Roggia Maestra. Il periodo medioevale, da un punto di vista politico, fu caratterizzato dal susseguirsi di numerosi dominanti: Schio fu dei conti Maltraversi fino alla signoria di Ezzelino III da Romano (1236-1259), poi ancora dei Maltraversi e in seguito degli Scrovegni e dei Lemici.
Agli inizi del Trecento Schio passò sotto la dominazione scaligera (1311-1387): la zona di Schio divenne feudo dei Nogarola.
Verso la metà del Trecento, durante la dominazione scaligera, Schio divenne sede di Vicariato civile, che comprendeva nella sua giurisdizione amministrativa diversi paesi del territorio.
Alla fine del Trecento in città fu instaurata la signoria di Giorgio Cavalli, appartenente a una nobile famiglia veronese.

### Repubblica veneta (1406-1797)
Quando nel 1406 la famiglia Cavalli rinunciò al feudo Schio entrò a fare parte dei Domini di Terraferma della Serenissima Repubblica. Da allora Schio ebbe un vicario, eletto nel consiglio comunale di Vicenza.

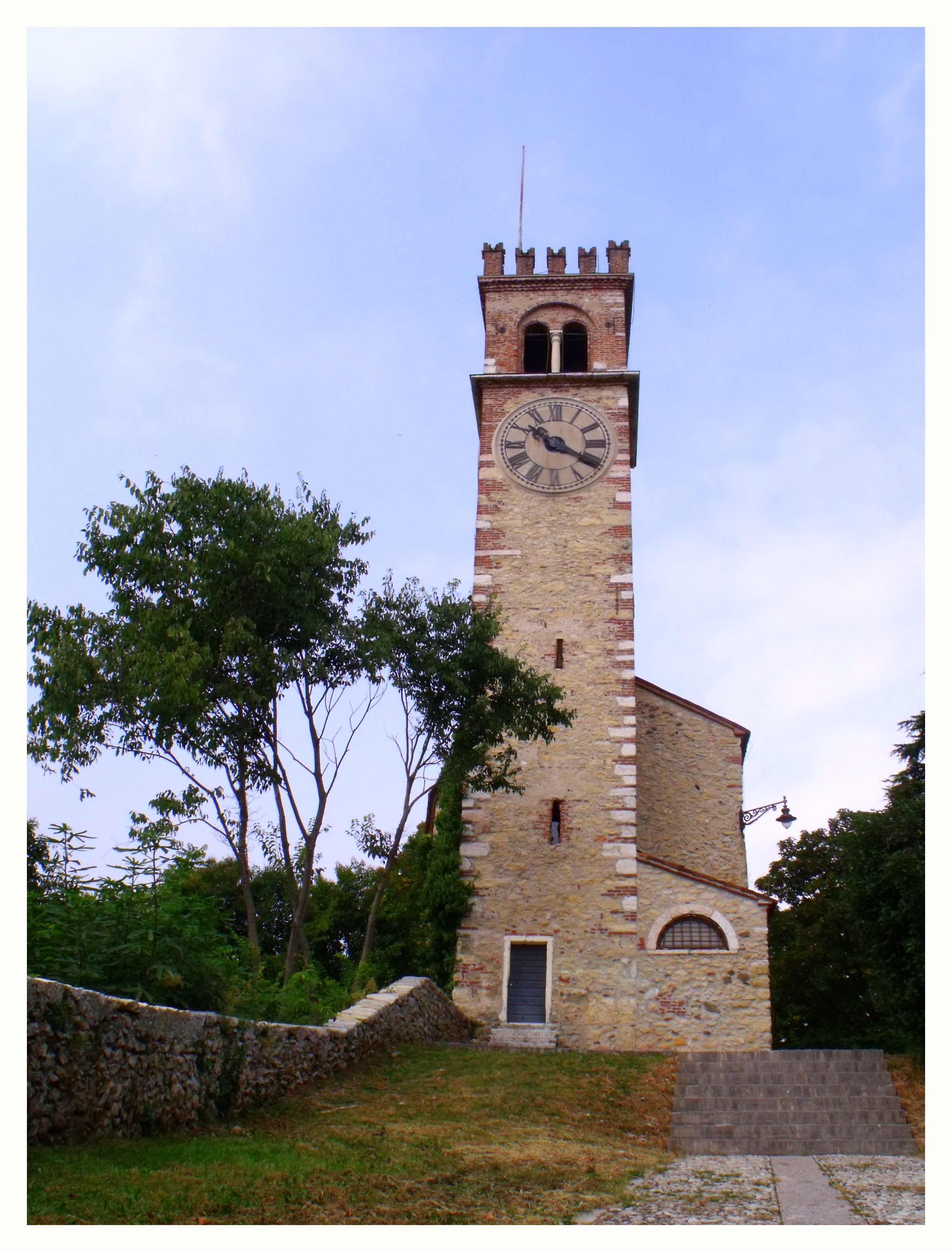
Gli unici resti del castello di Schio. Fu definitivamente fatto demolire dalla Serenissima in risposta agli atteggiamenti filo-imperiali assunti da Schio nel primo Cinquecento.

Durante il lungo periodo di dominio della Repubblica di Venezia, Schio conobbe un grande sviluppo economico e sociale: la città diventò infatti, con il tempo, il principale luogo di produzione laniera della Serenissima, fino a ottenere nel 1701 il privilegio della produzione dei panni alti.
A partire dagli anni trenta del Settecento il settore laniero locale ebbe un eccezionale sviluppo, soprattutto grazie all'iniziativa imprenditoriale di Nicolò Tron, il quale introdusse le moderne tecniche di produzione, apprese in Inghilterra.
A Schio si era quindi avviato un vero e proprio processo di industrializzazione: comparvero grandi tessiture, come quelle dei Garbin e dei Conte.

### L'Ottocento
Dopo la caduta la Repubblica di Venezia a Schio si succedettero i domini francese (1797-1815) e austriaco (1815-1866). A quell'epoca l'economia scledense si basava principalmente sulla lavorazione della lana, ma durante questo periodo essa subì una stagnazione.

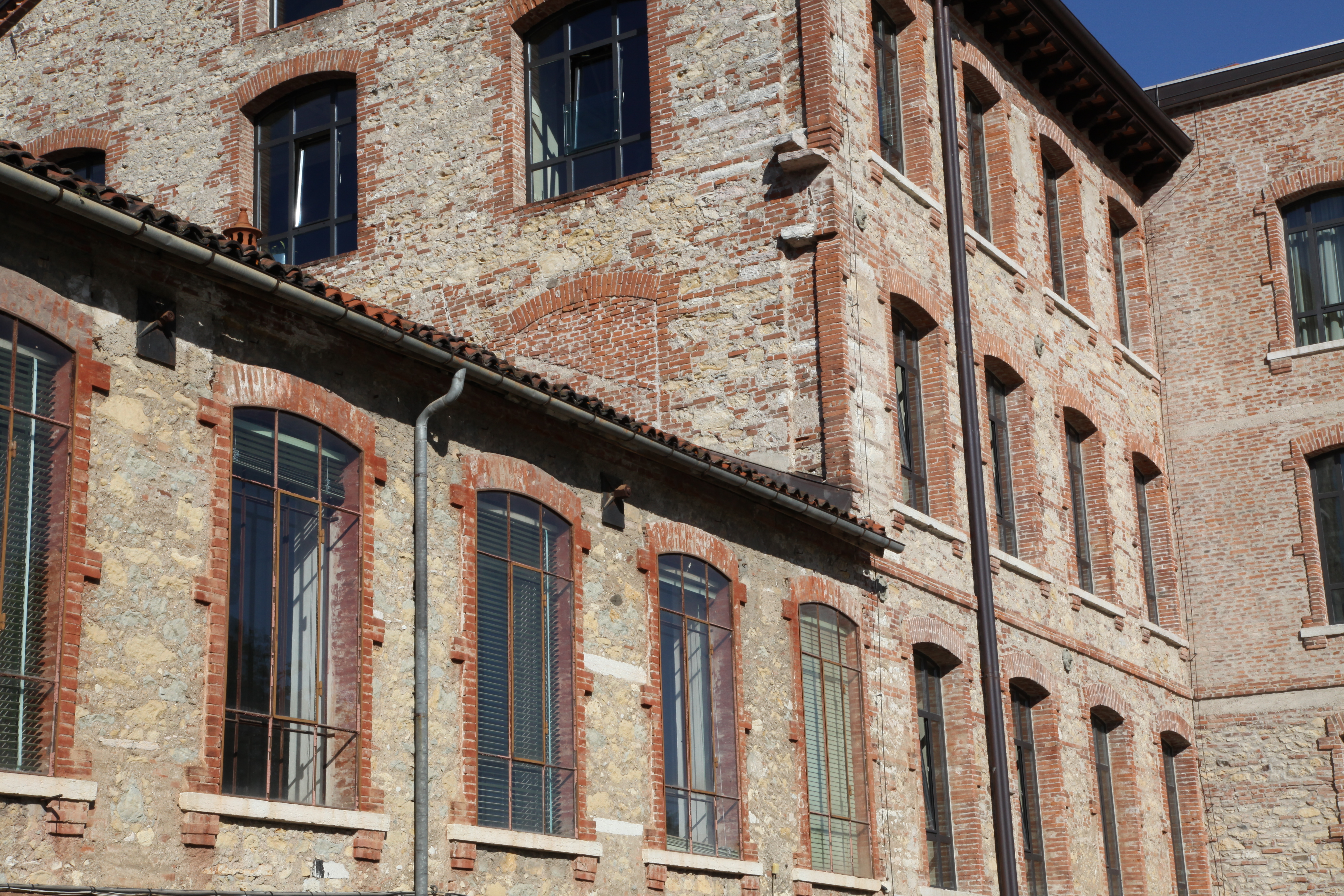
Scorcio del Lanificio Conte realizzato con il cotto e la pietra locale, i tipici materiali degli opifici costruiti durante il processo d'industrializzazione in atto a Schio nell'Ottocento

In seguito, quando Alessandro Rossi prese il controllo della fabbrica laniera del padre, complice il mutato clima economico, riuscì a farla divenire la maggior azienda laniera italiana e favorì lo sviluppo, a Schio, di altri lanifici e di altre attività collaterali (produzione di navette, industria meccanica, eccetera). 
Schio, in seguito a questo grande sviluppo dell'industria laniera, fu definita la Manchester d'Italia.
Rossi non si limitò a fare prosperare le proprie industrie, ma diede un decisivo contributo allo sviluppo sociale e urbanistico di Schio.

### Prima e seconda guerra mondiale

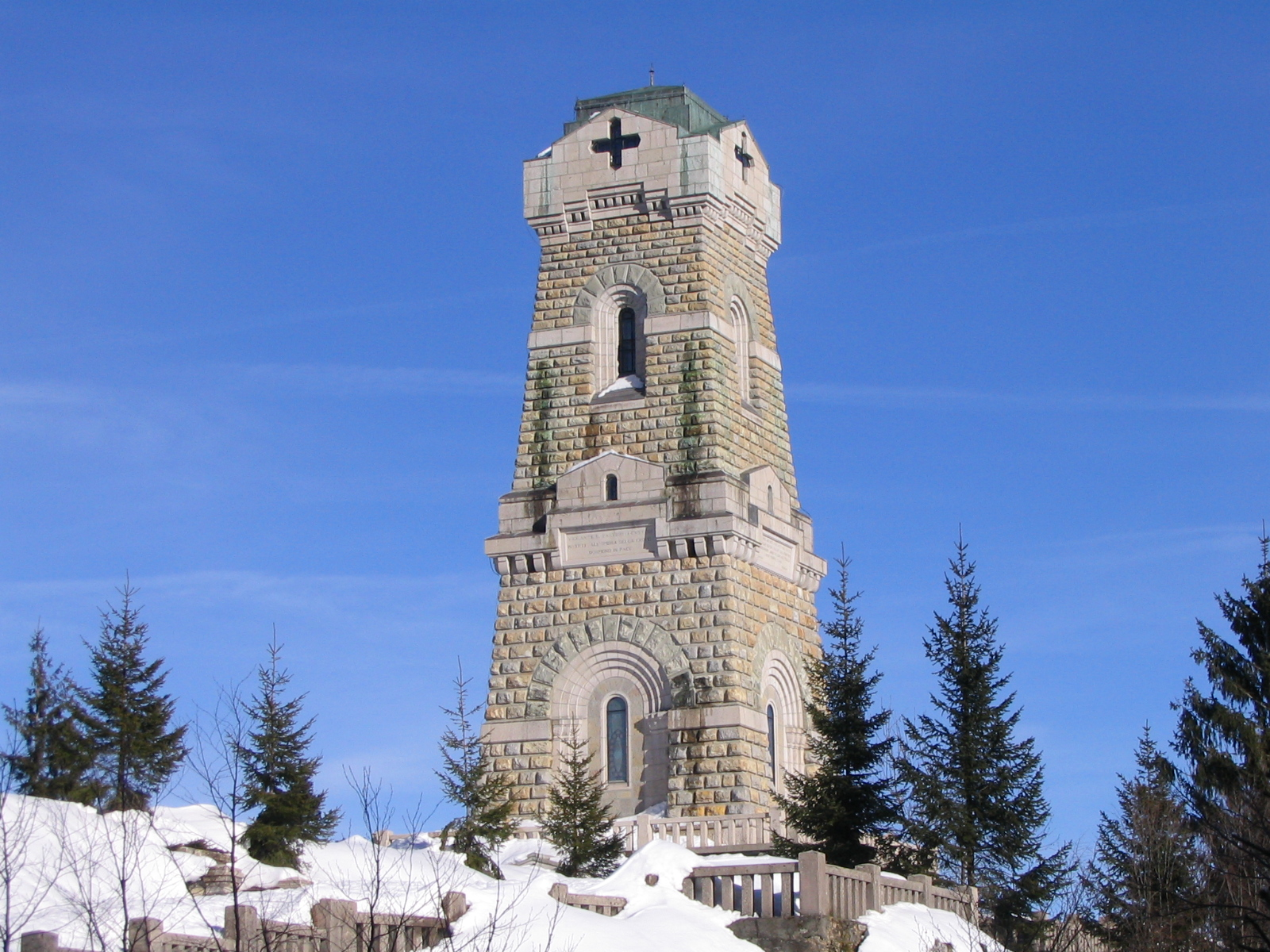
Il sacrario militare del Pasubio raccoglie le spoglie degli oltre cinquemila caduti durante la prima guerra mondiale sul fronte del Pasubio.

Schio, essendo fin dall'inizio nelle immediate retrovie del fronte del Pasubio, era in prima linea; nel maggio del 1916 gli austriaci organizzarono una improvvisa offensiva, la Strafexpedition, ossia spedizione punitiva contro l'Italia, tentando di penetrare nella pianura sfondando il fronte vicentino.
Nel 1928 il comune di Magrè viene annesso a quello scledense. Durante il periodo fascista vennero effettuati numerosi interventi edilizi, in linea con la modernizzazione del Paese fortemente voluta dal regime.
Durante la seconda guerra mondiale, nel 1943, le forze tedesche misero sotto assedio la città. Nel 1945 le forze alleate diedero il via al bombardamento della Lanerossi. A Schio si sviluppò un movimento partigiano di una certa importanza, organizzato nelle formazioni "Ateo Garemi" e "Martiri della Val Leogra": le forze della Resistenza liberarono Schio il 29 aprile 1945.
Due mesi dopo la fine della guerra si verificò l'eccidio di Schio, nel quale ex partigiani uccisero 54 persone custodite nel carcere cittadino.

### Il secondo dopoguerra
Con il boom economico del secondo dopoguerra anche Schio fu interessata da un notevole incremento demografico; ne seguì l'espansione edilizia, spesso avvenuta in maniera caotica.
Nel 1969 venne aggregato a Schio il comune di Tretto.

### Simboli
I monumenti più rappresentativi di Schio sono il duomo di San Pietro, il castello e l'Omo. Nel 2022 la città di Schio è stata intitolata al suo più illustre cittadino: Alessandro Rossi.

#### Stemma
Lo stemma di Schio è rintracciabile in alcuni documenti già dal 1520, anche se il primo riconoscimento ufficiale da parte di Ferdinando I, imperatore d'Austria, risale al 19 settembre 1843. Nel 1817 il governo del Regno Lombardo-Veneto aveva concesso a Schio il titolo di Città, confermato poi implicitamente nel decreto del 1870.
Dopo che il Veneto fu unito all'Italia, nel 1867, venne richiesta al nuovo governo la conferma dello stemma; essa arrivò con decreto del Ministero dell'Interno del 29 agosto 1870, che include la blasonatura dello stemma:
Il decreto era accompagnato dal disegno ufficiale dello stemma, in cui apparivano però un ramo di ulivo e uno di quercia. Da qui nacque la controversia su quale fosse l'interpretazione corretta e, per molti anni, fu utilizzato quello con il ramo di quercia. In seguito, la Città ha deciso di porre fine alla questione, usando in maniera definitiva quello con i due rami di ulivo.
Il gonfalone fu concesso invece con decreto del presidente della Repubblica 3 febbraio 1989.

### Onorificenze
Schio è tra le città decorate al valor militare per la guerra di liberazione, insignita della medaglia d'argento al valor militare per i sacrifici delle sue popolazioni e per l'attività nella lotta partigiana durante la seconda guerra mondiale:

La città è inoltre insignita della Croce al merito di guerra concessa per i sacrifici patiti durante il primo conflitto mondiale del 1915-1918:

## Monumenti e luoghi d'interesse

### Siti di archeologia industriale

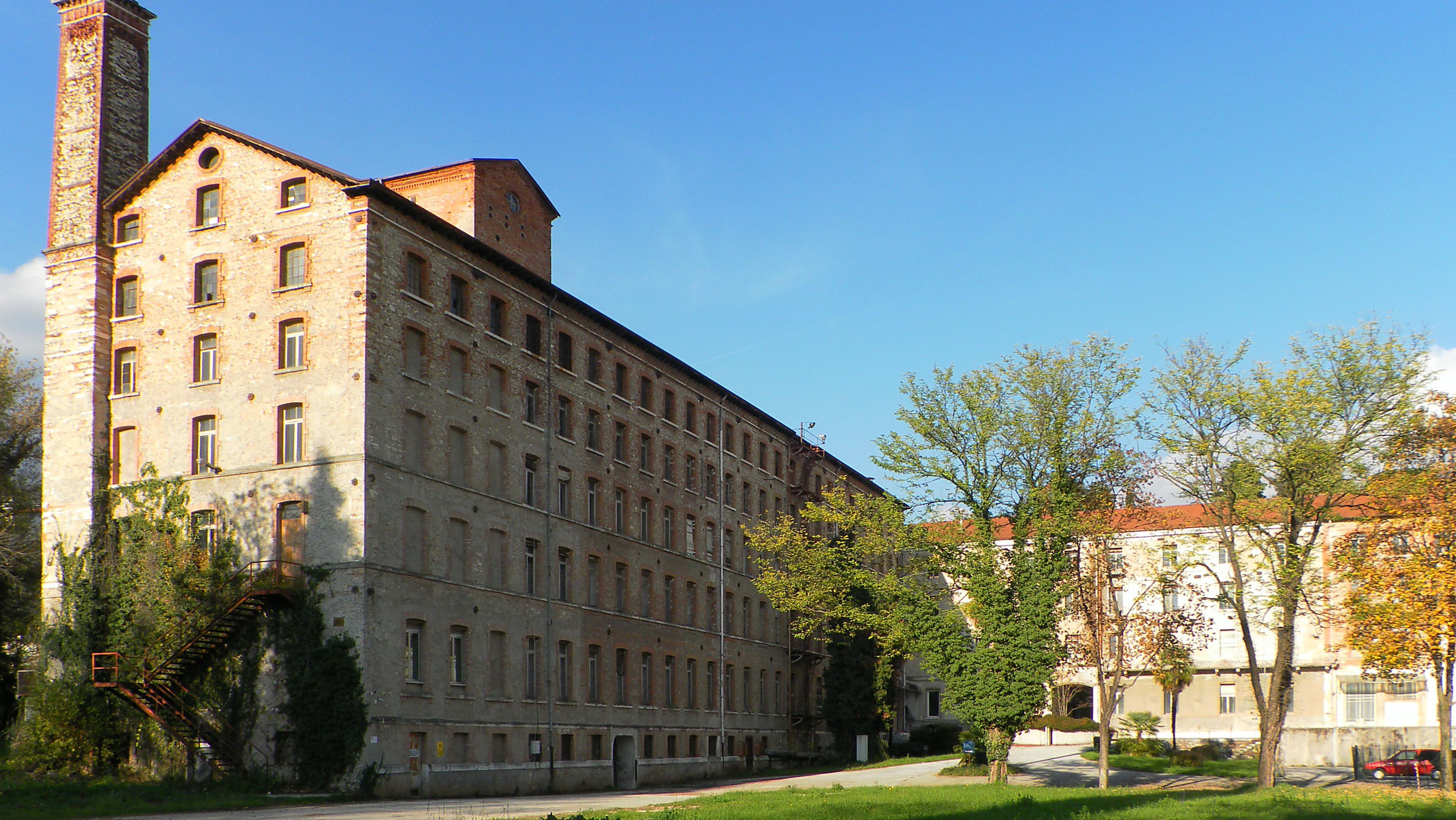
La Fabbrica Alta

- Lanificio Rossi, fondato nel 1817, sotto la guida di Alessandro Rossi diventò la più grande industria tessile italiana
- Fabbrica Alta, imponente stabilimento produttivo del lanificio Rossi del 1862, progettato da Auguste Vivroux
- Lanificio Cazzola, industria sorta nel 1860 sulla scia dello sviluppo industriale impresso dal lanificio Rossi
- Lanificio Conte, antico opificio del 1757, ampliato in più fasi durante l'Otto e Novecento
- Cementeria Italcementi, stabilimento industriale del primo Novecento attualmente in disuso e in stato di abbandono
- Fabbrica Saccardo, ubicata alle pendici del Tretto, negli stabilimenti della fine dell'Ottocento produceva accessori per l'industria tessile
- Filanda Bressan, presso la frazione di Magrè, vecchio stabilimento per la lavorazione della seta, con ciminiera in cotto
- Nuovo quartiere operaio, grande villaggio operaio ottocentesco posto a sud-ovest del centro storico scledense
- Scuola convitto di orticoltura e pomologia, all'interno del quartiere operaio, edificio scolastico del 1884
- Asilo Rossi, del 1872 (e ampliato nel 1881) è il più antico tra gli edifici scolastici fondati da Alessandro Rossi
- Centrale idroelettrica Molino di Poleo, situata in una contrada in prossimità della frazione di Poleo, del 1889, è la più antica del Veneto
- Villino Rossi, raffinata residenza di uno dei figli di Alessandro Rossi, posta all'interno del quartiere operaio, è stato realizzato nel 1876 e ampliato nel 1896

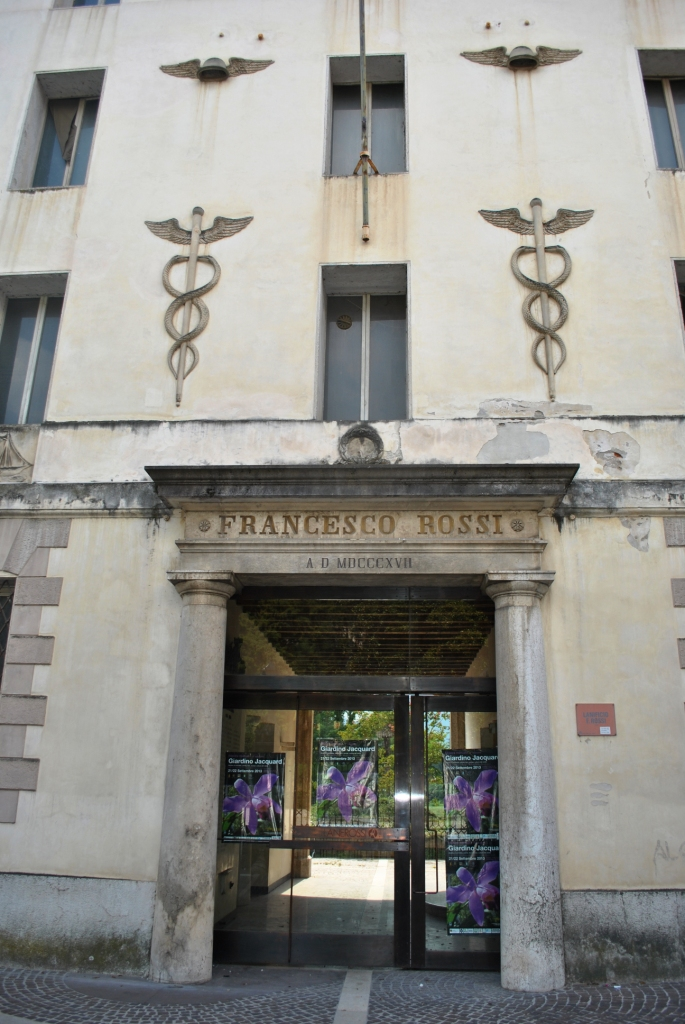
Particolare del Lanificio Francesco Rossi
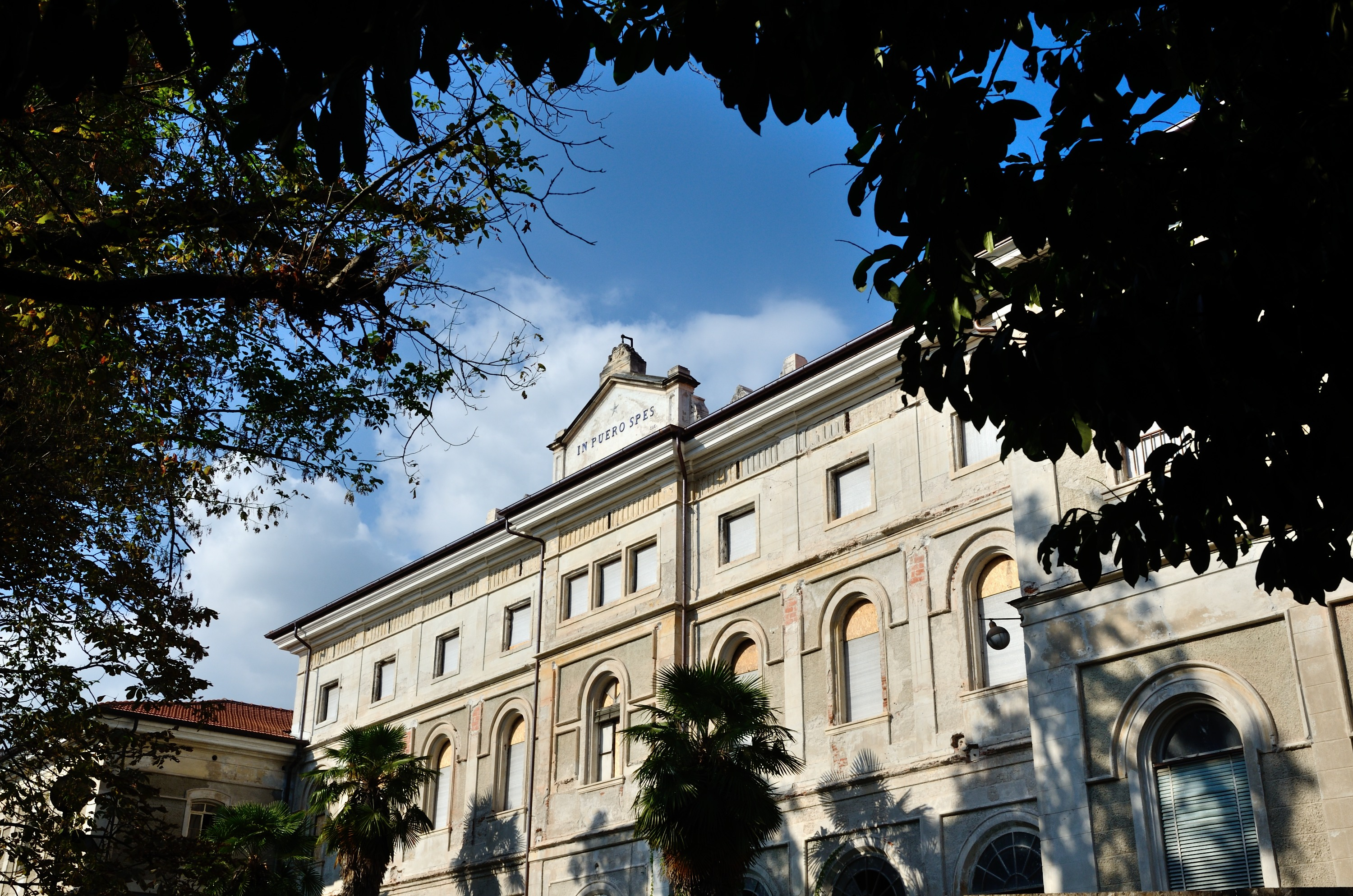
L'asilo Rossi
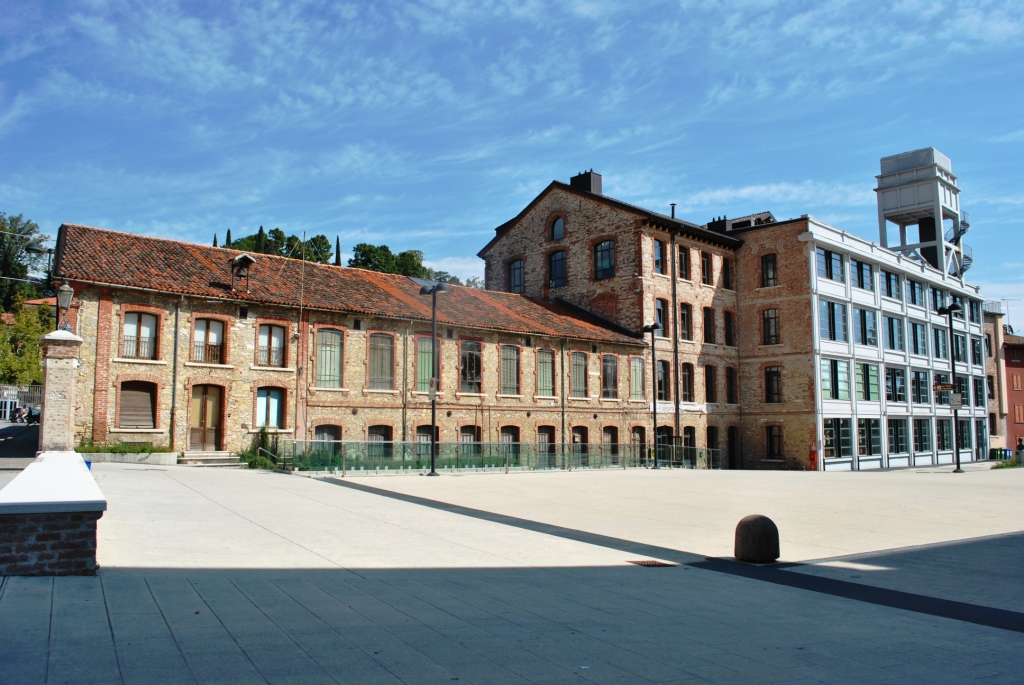
Lanificio Conte

### Architetture religiose

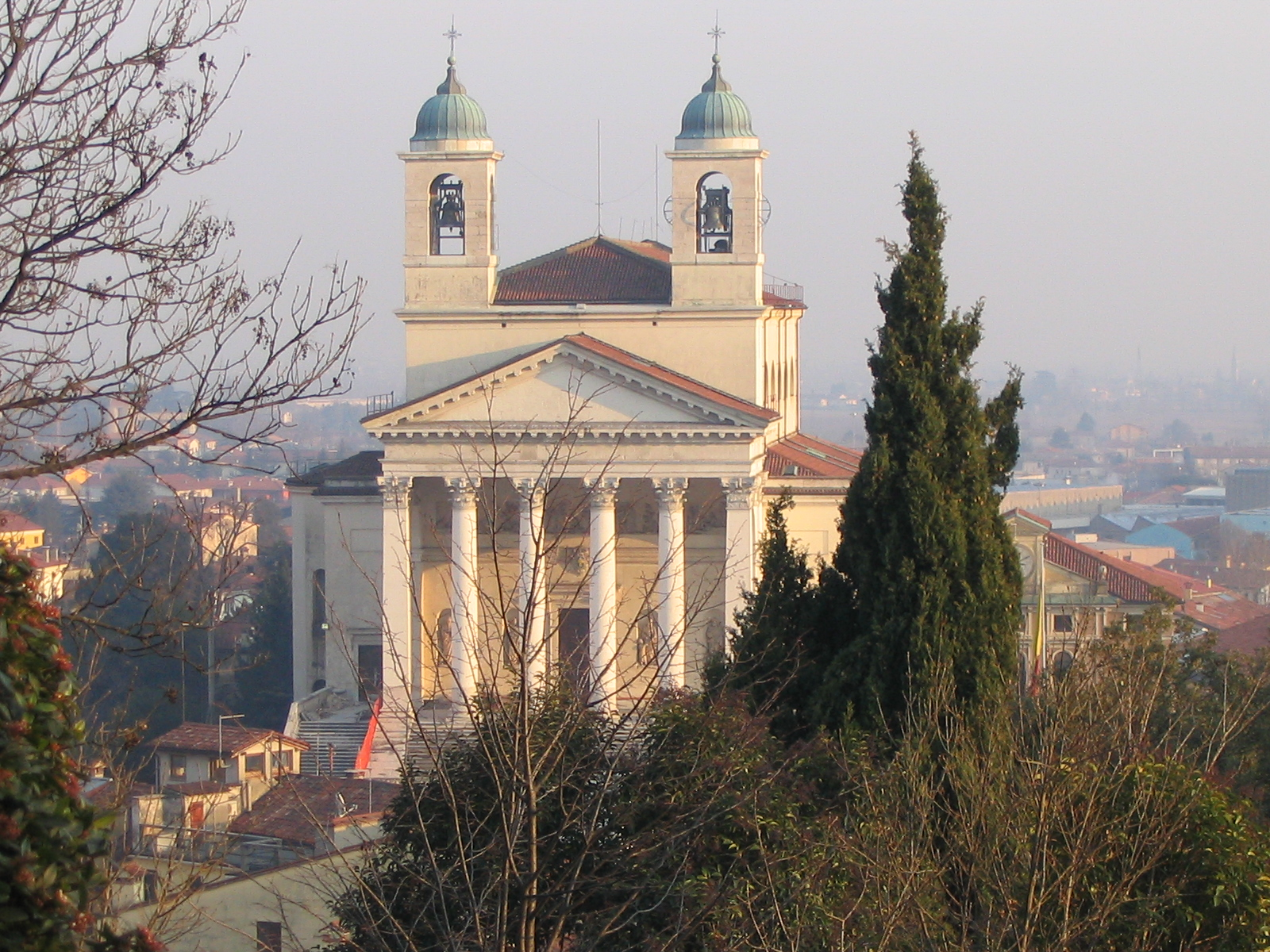
Il duomo di Schio visto dal castello

- Duomo, dedicato a san Pietro e di antica fondazione, attualmente si presenta nelle forme neoclassiche conferitegli durante la ricostruzione sette-ottocentesca; sorge sulla sommità del colle Gorzone
- Chiesa di San Francesco, costruita nella prima metà del Quattrocento dai frati francescani
- Chiesa di Sant'Antonio, edificio in stile eclettico tardo ottocentesco progettato da Caregaro Negrin quale chiesa per gli abitanti del quartiere operaio
- Chiesa e convento di San Nicolò, sorge presso il colle detto "dei cappuccini"; semplice chiesa di antiche origini affidata ai frati cappuccini nel 1536
- Chiesa di San Rocco, fondata nel XVI secolo, è stata rimaneggiata nel tardo Ottocento per diventare quinta paesaggistica per il sottostante giardino Jacquard
- Chiesa di San Giacomo, edificio quattrocentesco, oratorio della confraternita dei Battuti; pesantemente rimaneggiato nei secoli XIX e XX
- Chiesa di San Martino, in località Aste; piccola e antica chiesa caratterizzata da un ciclo di affreschi del tardo Trecento/inizi Quattrocento e dal campanile romanico
- Chiesa della Sacra Famiglia, costruzione in stile neoclassico a pianta centrale, sormontata da una cupola, è stata costruita tra il 1850 e il 1901
- Chiesetta di Santa Maria in Valle, minuscolo oratorio derivato dalla trasformazione cinquecentesca di un preesistente capitello votivo
- Chiesa dell'Incoronata, piccola costruzione settecentesca in stile barocco/neoclassico
- Chiesa della Santissima Trinità, edificio settecentesco; attorno alla chiesa si sviluppa il sacrario militare cittadino, realizzato nel 1930, che raccoglie le spoglie di oltre 5000 caduti della prima guerra mondiale.
- Chiesa dei Santi Leonzio e Carpoforo, parrocchiale della frazione di Magrè. Costruzione ottocentesca in stile neoclassico
- Chiesa di Santa Giustina, presso Giavenale; di origini antichissime, ricostruita nel 1581 quale cappella della vicina villa Dal Ferro

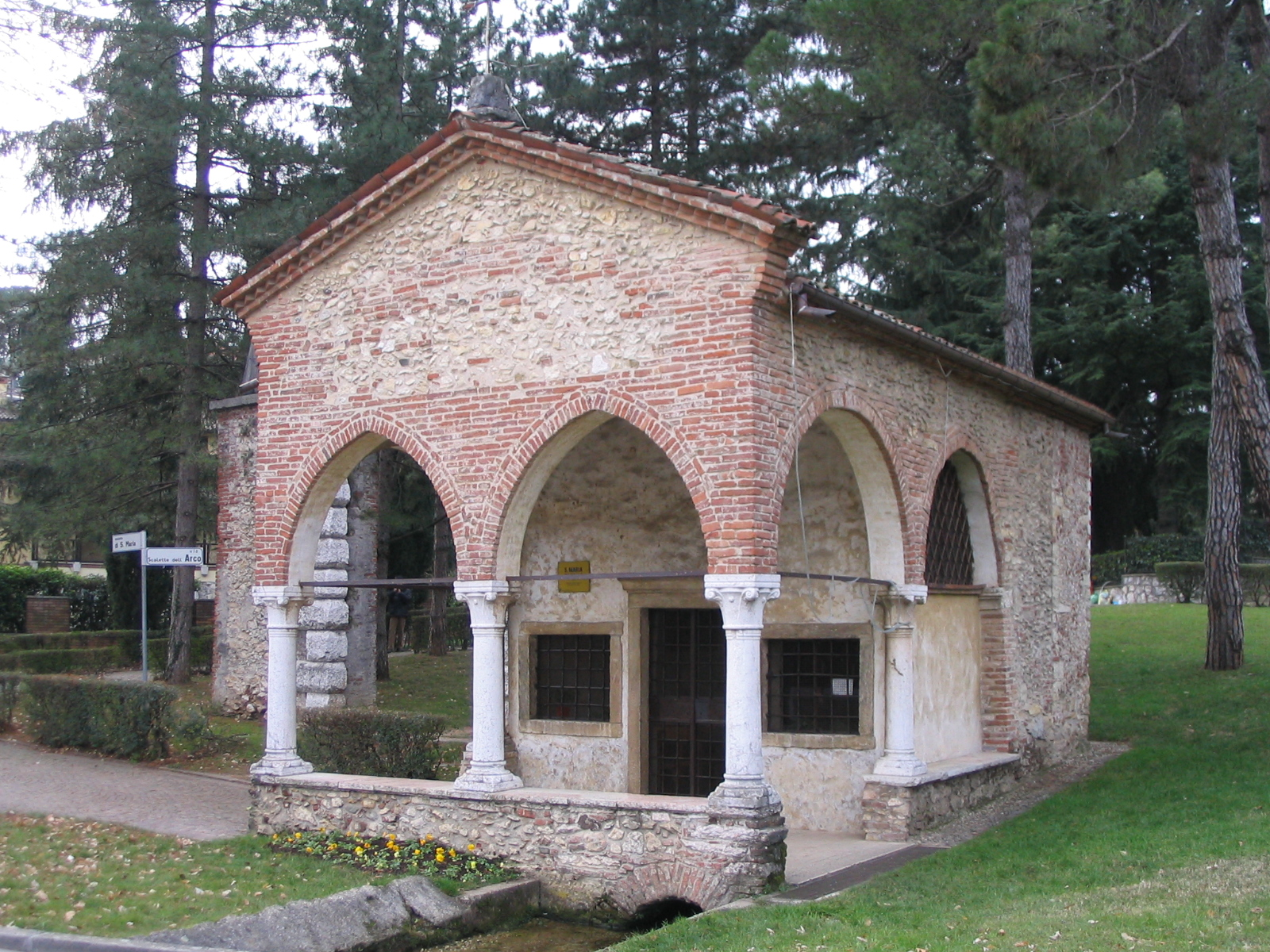
Chiesetta di Santa Maria in Valle
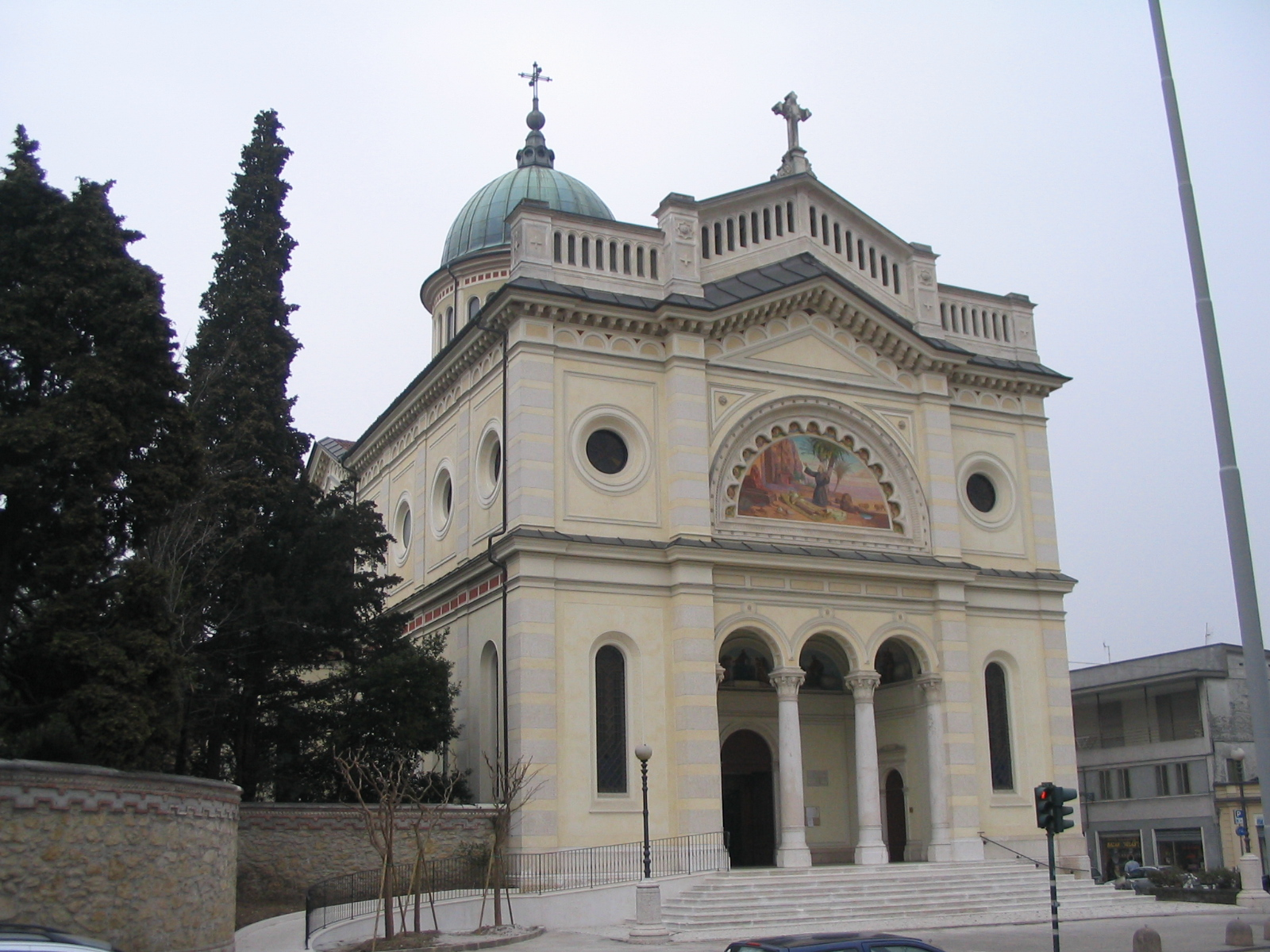
Chiesa di Sant'Antonio
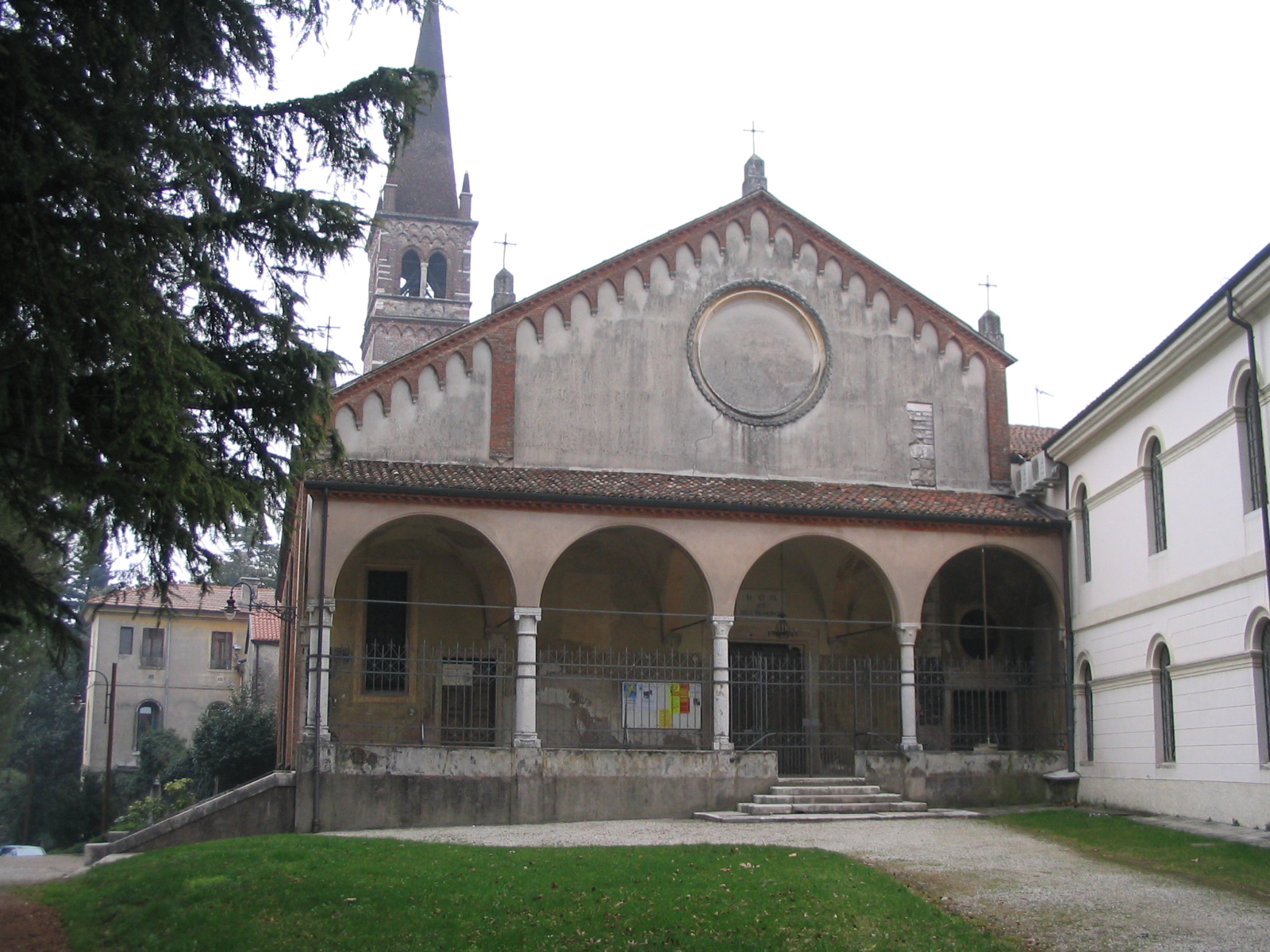
Chiesa di San Francesco
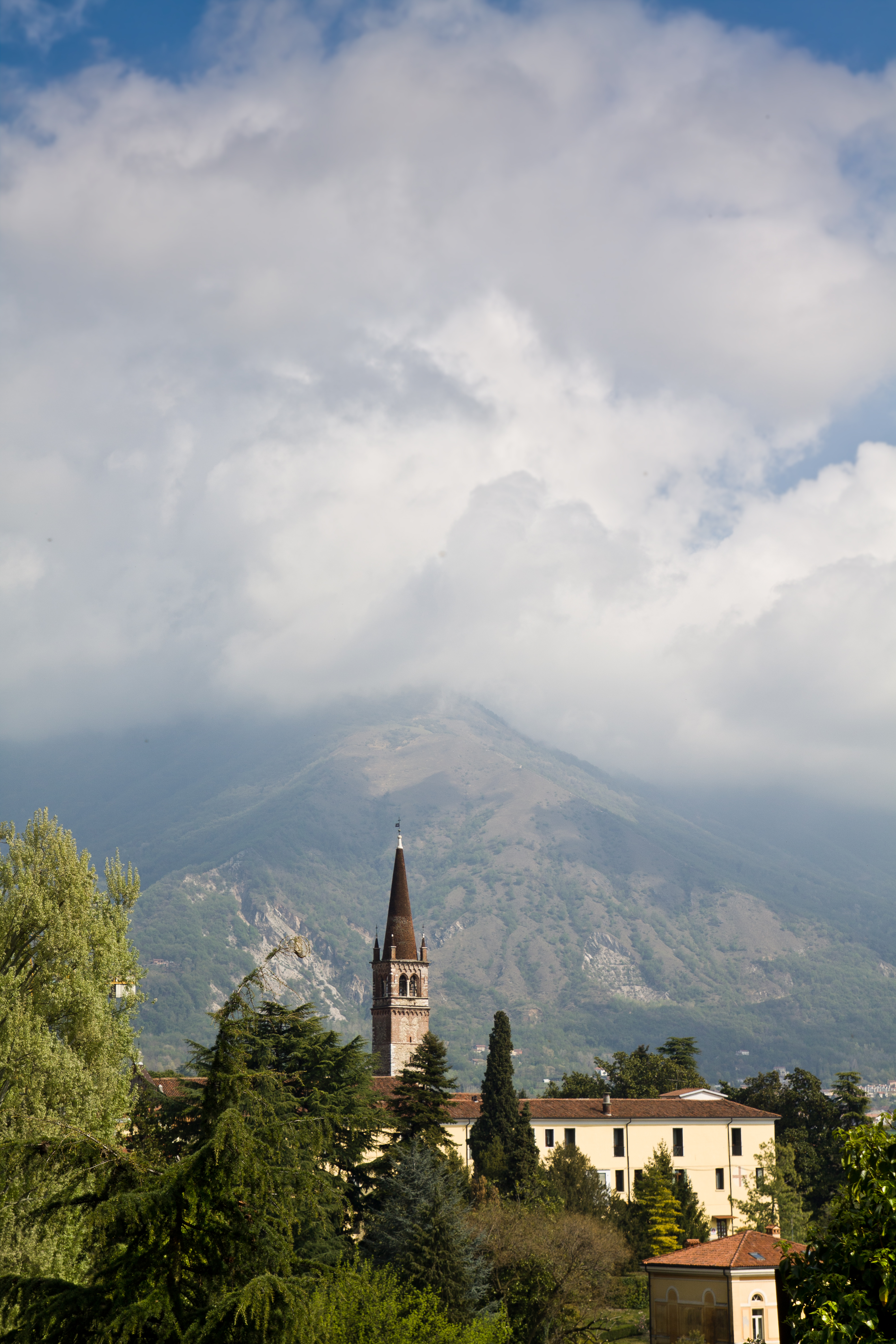
Veduta della chiesa di San Francesco
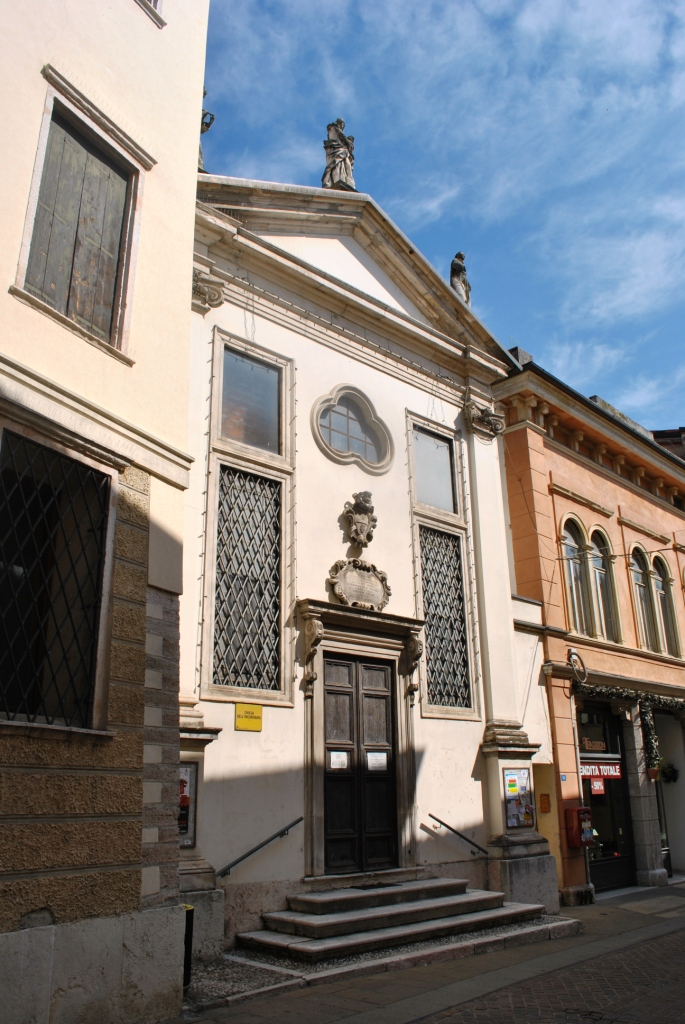
La settecentesca chiesa dell'Incoronata

### Architetture civili e militari

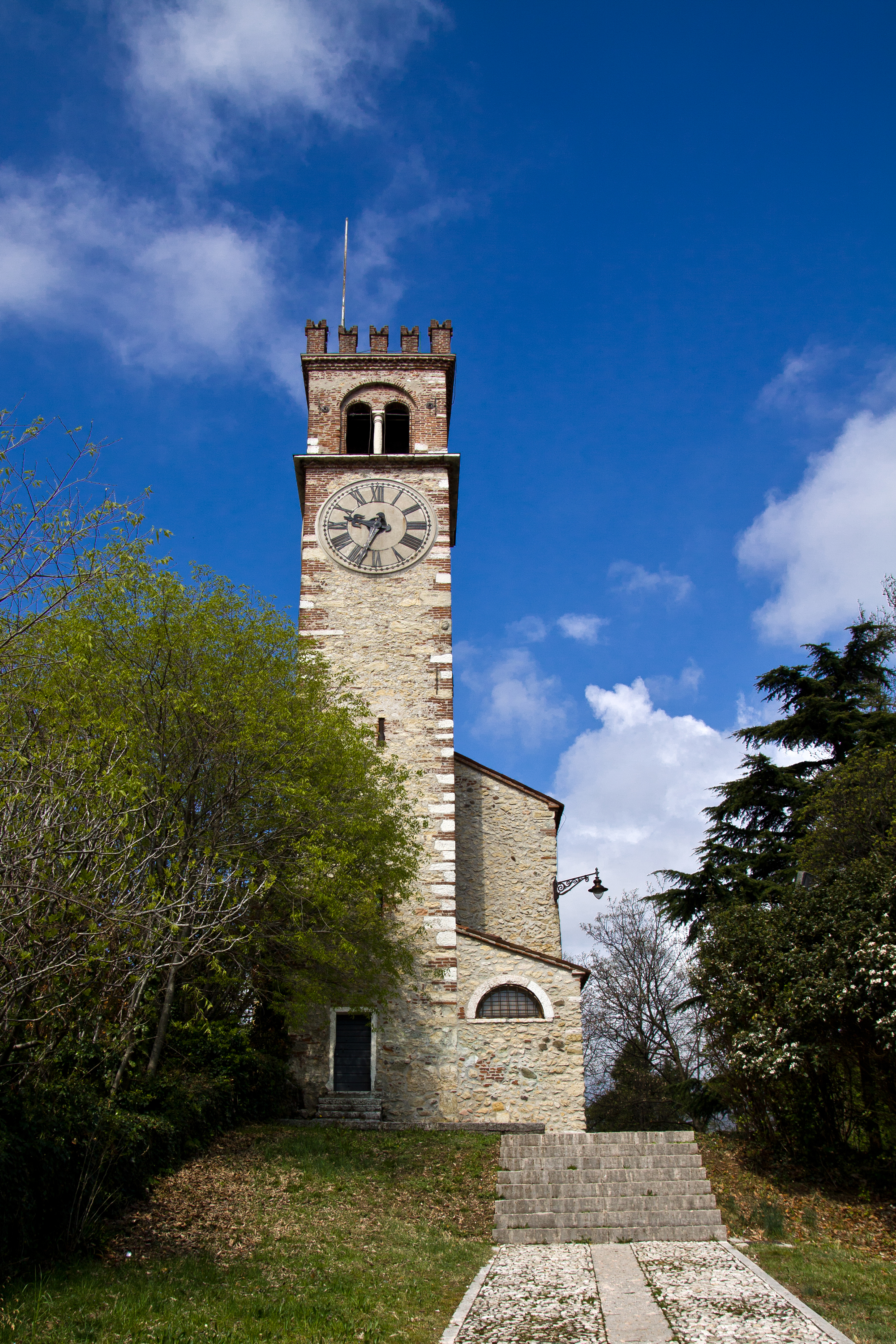
Il castello di Schio

- Teatro civico, edificio del 1908 in stile liberty, progettato da Ferruccio Chemello
- Giardino e teatro Jacquard, complesso ottocentesco progettato da Antonio Caregaro Negrin e caratterizzato da un giardino romantico e alcuni edifici complementari
- Ospedale Baratto, palazzo risalente almeno al 1611, ma probabilmente più antico, utilizzato come ospedale fino al 1807, successivamente come carcere, tribunale e attualmente come biblioteca civica
- Casa Busnelli, palazzina di antichissime origini, in passato sede dei vicari veneti
- Casa dei Canarini, palazzo in stile gotico rimaneggiato nell'Ottocento, caratterizzato dalle decorazioni pittoriche della facciata
- Palazzo Boschetti, di antica fondazione e dotato di un grande parco, si presenta oggi nelle forme date durante i restauri seicenteschi
- Palazzo Da Schio, costruzione in stile neoclassico del 1875 derivato dalla unificazione di varie palazzine di origine medievale di proprietà della famiglia da Schio
- Palazzo Fogazzaro, residenza del 1810 progettata da Carlo Barrera sullo stile di Andrea Palladio, sede del museo civico cittadino
- Palazzo Garbin, imponente edificio di fine Settecento utilizzato come sede municipale dal 1914
- Palazzo Maraschin Rossi, rimaneggiato nel 1877 da Antonio Caregaro Negrin in forme neoclassiche
- Palazzo Toaldi Capra, di origini antiche, ha forme rinascimentali; già sede del Monte di Pietà e del municipio
- Villino Panciera, elegante palazzina del 1862, opera di Antonio Caregaro Negrin
- Villa Dal Ferro, presso la frazione di Giavenale; villa veneta del 1573 abitualmente attribuita a Vincenzo Scamozzi
- Villa Rosa Granotto, costruzione del tardo Seicento rimaneggiata nel XVIII secolo
- Villa Folco, residenza tardo settecentesca
- Ambulatorio medico chirurgico, piccolo edificio loggiato tardo ottocentesco
- Castello di Schio, fortificazione smantellata nel 1412 e definitivamente distrutta nel 1514: gli unici resti sono la torre merlata e la chiesa sconsacrata di santa Maria della Neve

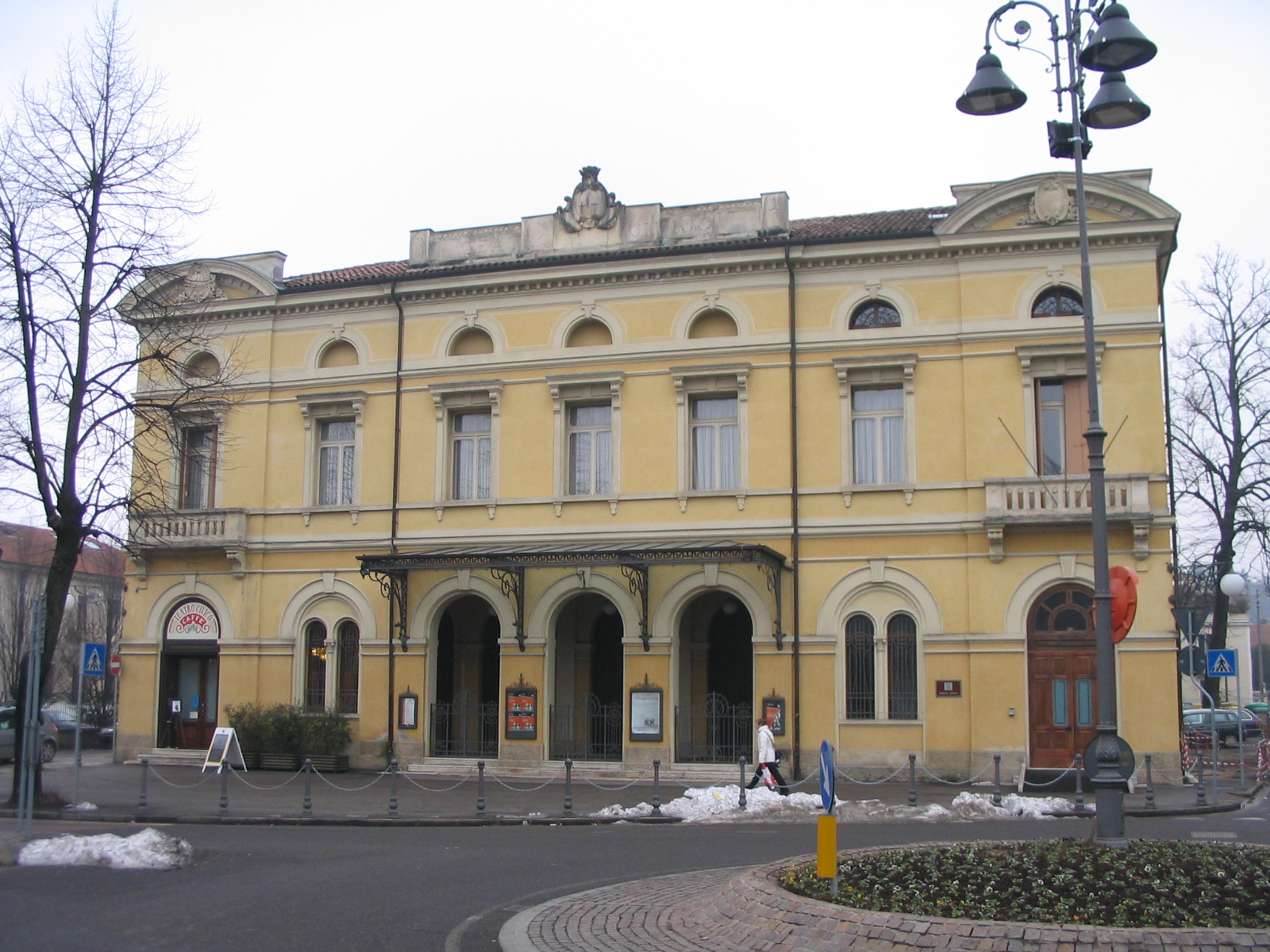
Il teatro civico di Schio
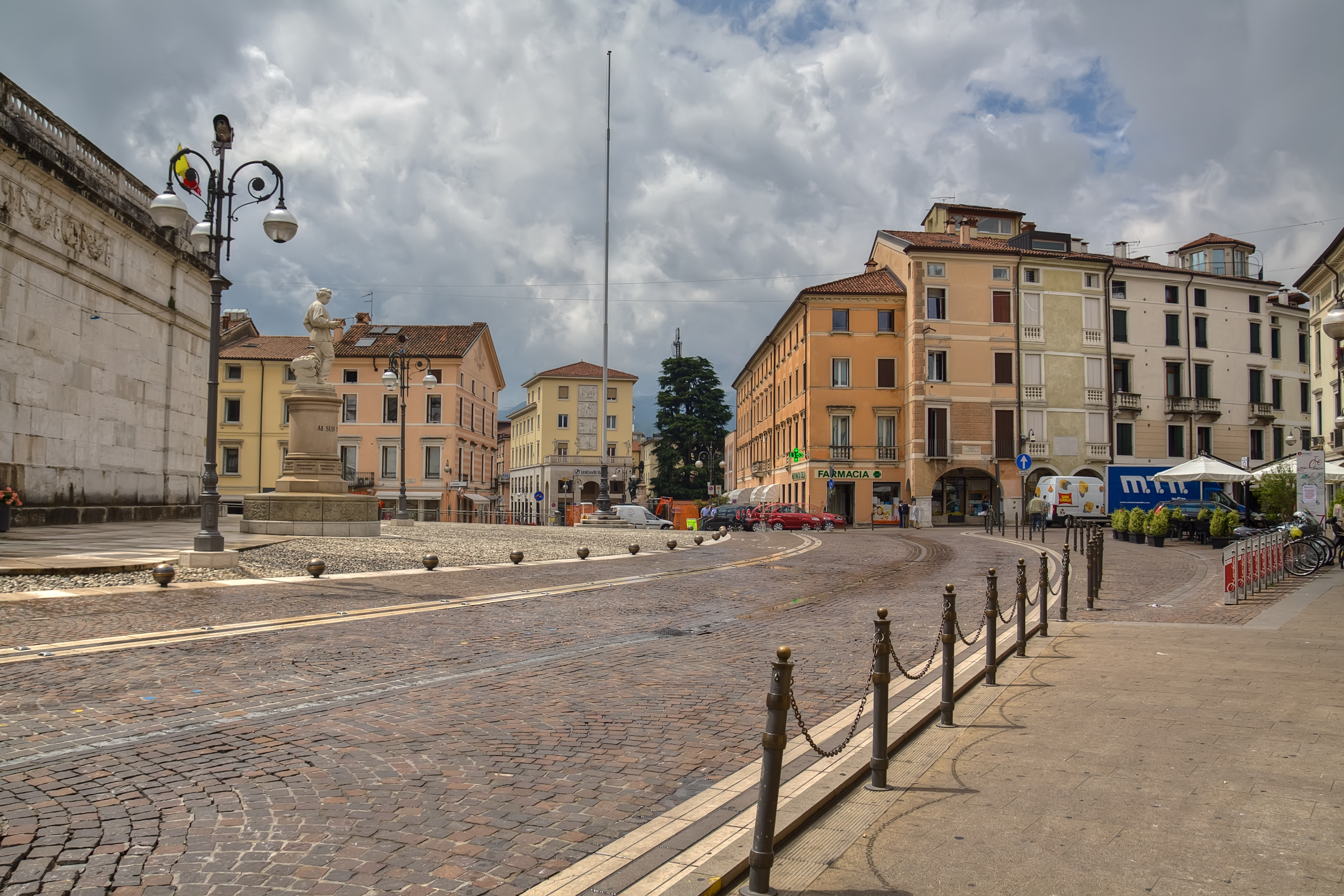
Piazza Alessandro Rossi
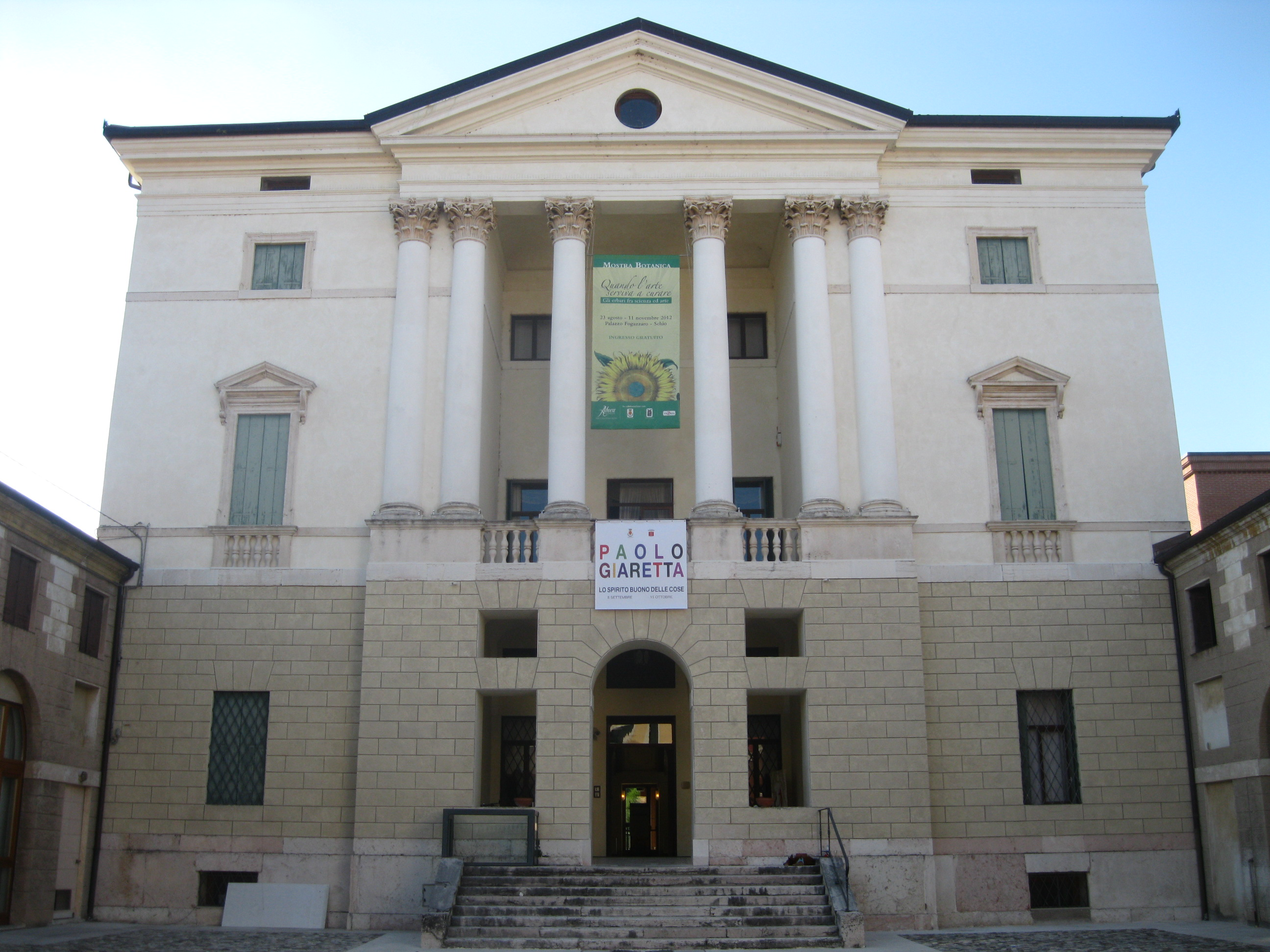
Palazzo Fogazzaro
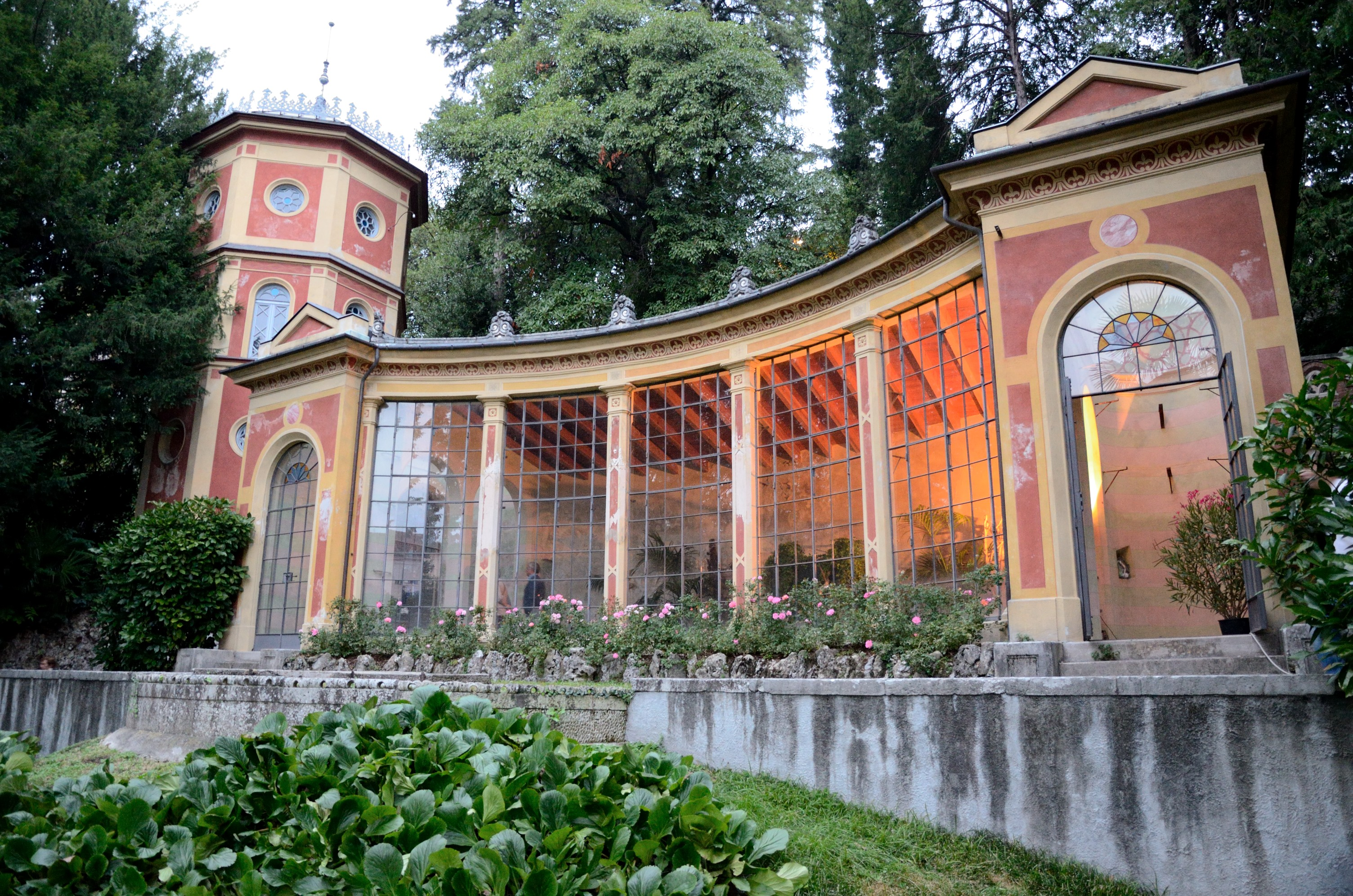
La serra del giardino Jacquard

### Altro

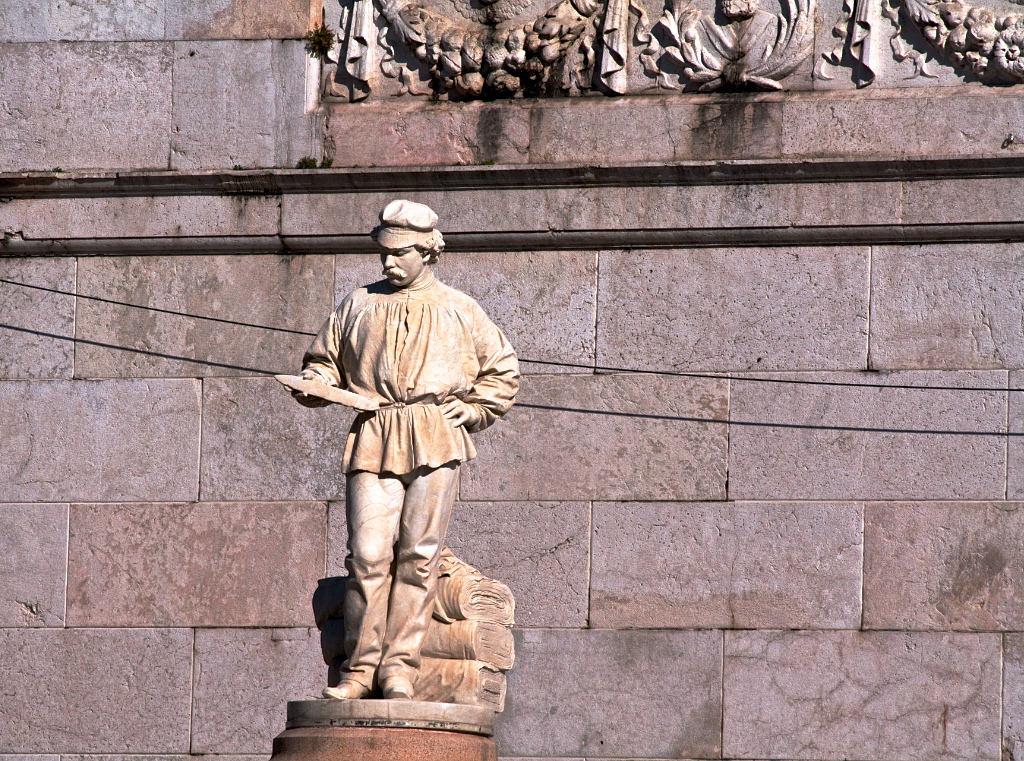
Il monumento al Tessitore

- L'Omo - Monumento al Tessitore, scultura in pietra, opera del 1879 di Giulio Monteverde
- Monumento ad Alessandro Rossi, scultura bronzea del 1902, altra opera di Monteverde
- Monumento ai fratelli Pasini, opera in bronzo di Carlo Lorenzetti, 1906

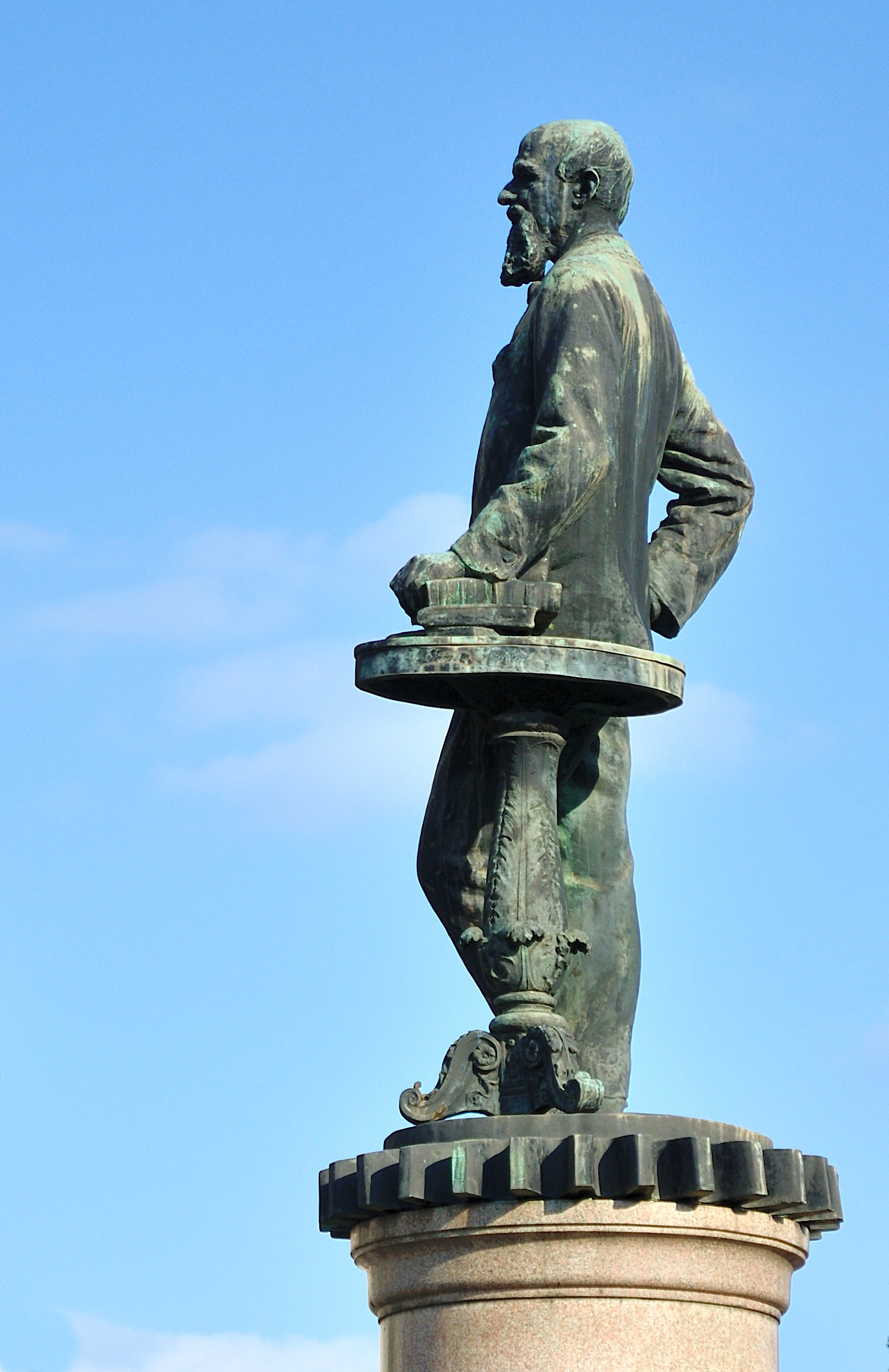
Il monumento ad Alessandro Rossi
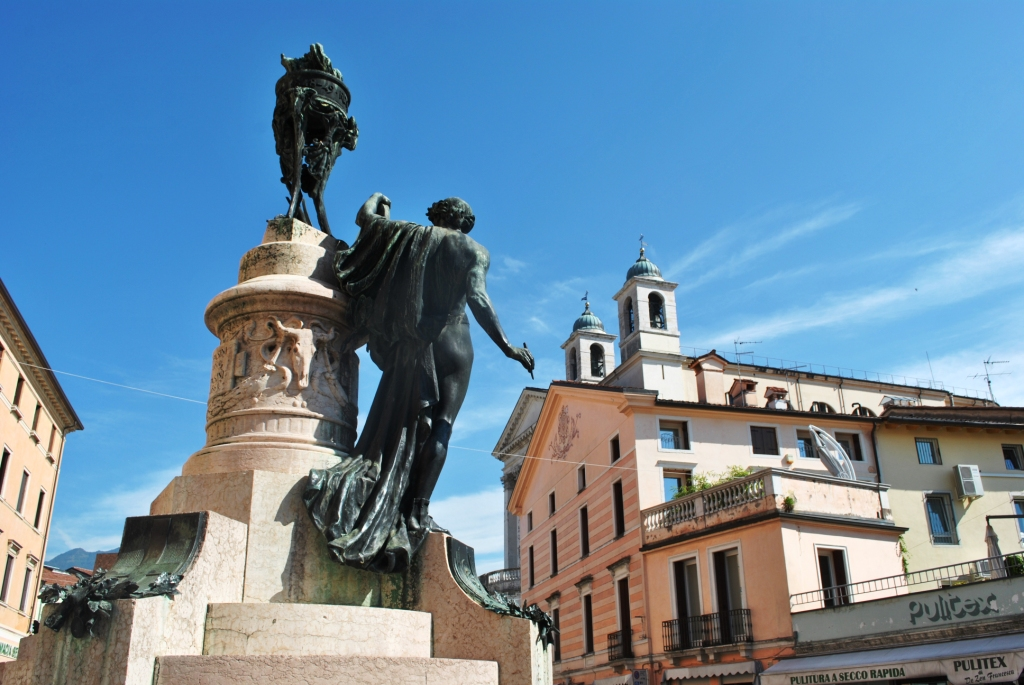
Il monumento ai fratelli Pasini
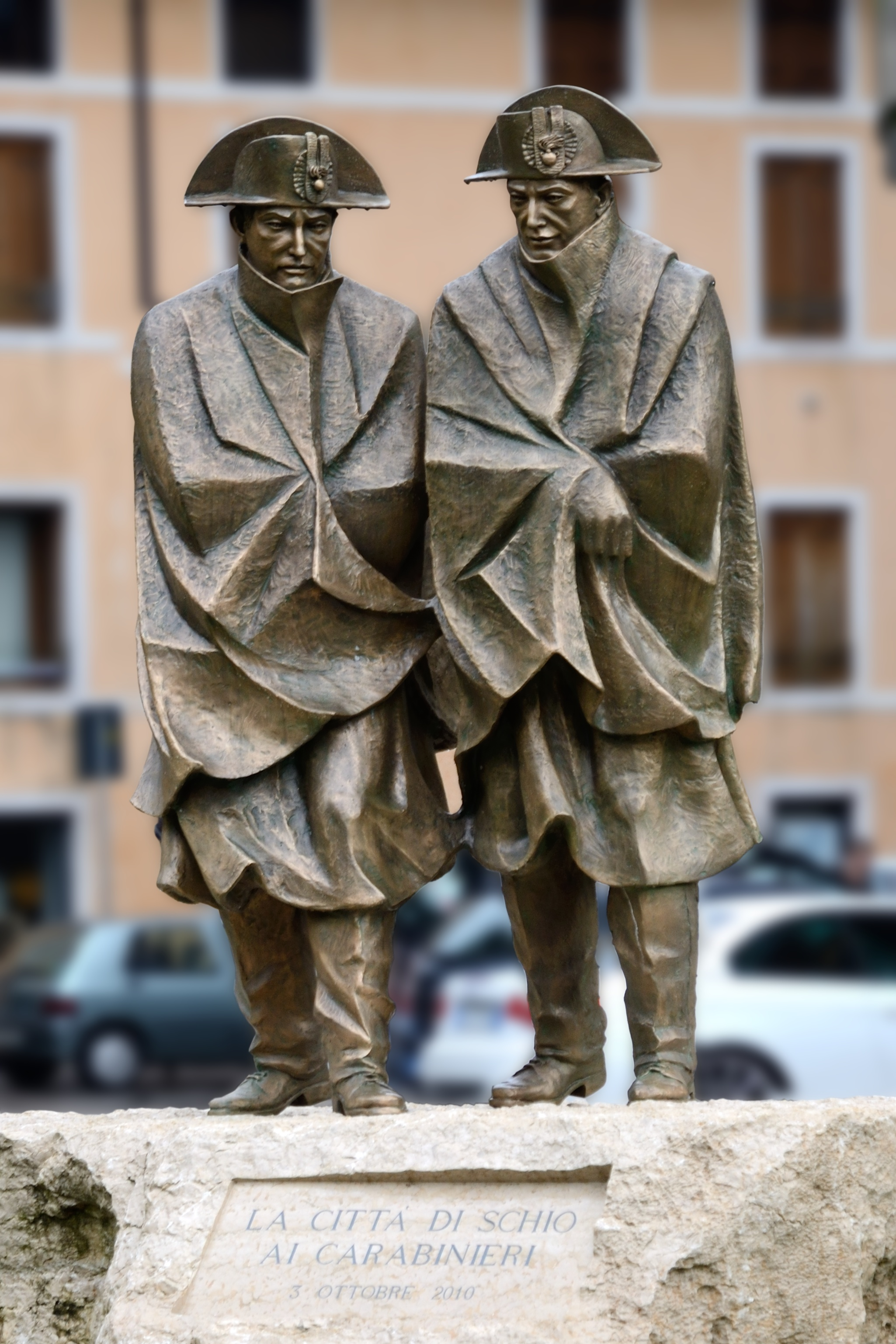
Il monumento ai Carabinieri
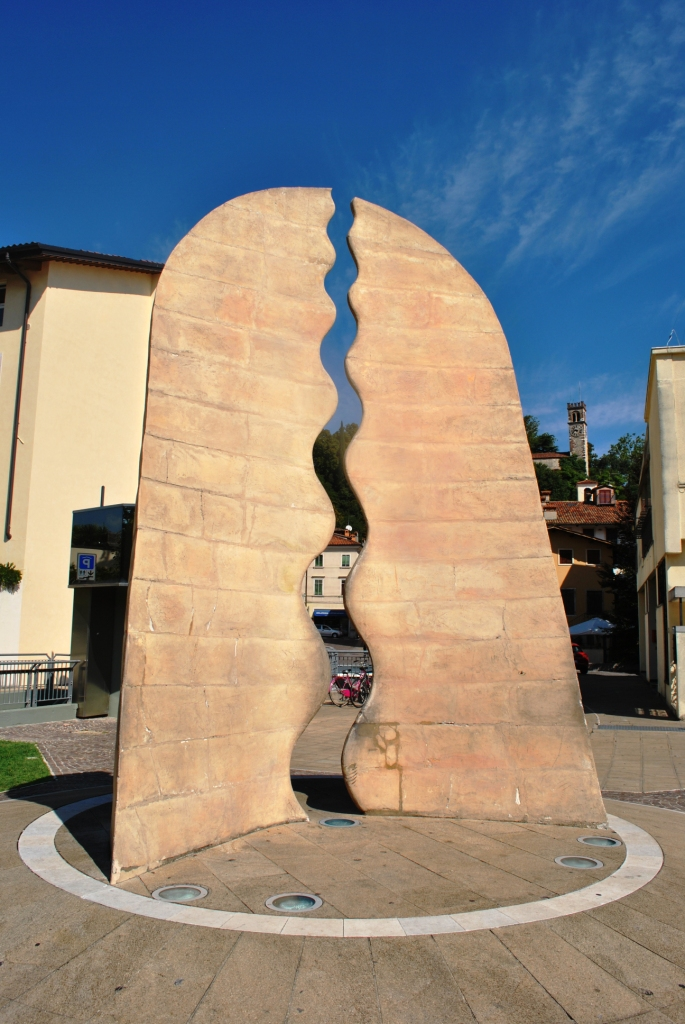
La "Porta della Luce"

## Società

### Evoluzione demografica
Abitanti censiti

### Etnie e minoranze straniere
Al 31 dicembre 2022 gli stranieri presenti erano 4.705, pari al 12,59% della popolazione.

## Cultura
L'elemento culturale probabilmente più importante di Schio è il laboratorio della civiltà industriale. Esso propone ai visitatori la scoperta del vastissimo patrimonio di archeologia industriale dell'area di Schio. La scoperta del patrimonio storico-artistico del territorio viene realizzata grazie alla possibilità di coinvolgere le persone interessate nell'osservazione diretta dell'ambiente storico locale. Il percorso guidato prevede inizialmente un momento introduttivo di presentazione di materiale audiovisivo e storico, cui segue la visita diretta per lo studio attivo del territorio storico cittadino, con possibilità di scelta tra i diversi itinerari specifici.
Il museo civico Palazzo Fogazzaro, ubicato nell'omonimo palazzo e istituito nel gennaio 2021, raccoglie collezioni permanenti e mostre temporanee; a partire dal 2024 sarà sottoposto a una importante opera di riorganizzazione degli spazi e allestimenti, di miglioria della fruibilità e visibilità.
Nel museo naturalistico entomologico "nel Regno delle Farfalle" sono esposte oltre diecimila farfalle, rappresentanti tutte le duecentocinquanta specie diurne conosciute in Italia. L'esposizione è suddivisa in ben quarantotto stazioni disposte a loro volta a formare cinque percorsi itineranti: temporale, ambientale, geografico, scientifico ed ecologico. Completano il percorso undici intervalli, dove sono esposti gli insetti amici e nemici delle farfalle, le farfalle della notte e le farfalle del mondo.
Il museo geomineralogico e del caolino raccoglie una collezione di minerali del territorio, nazionali ed esteri e oggetti, attrezzi, documenti relativi all'industria estrattiva del caolino, caratteristica della zona del Tretto.

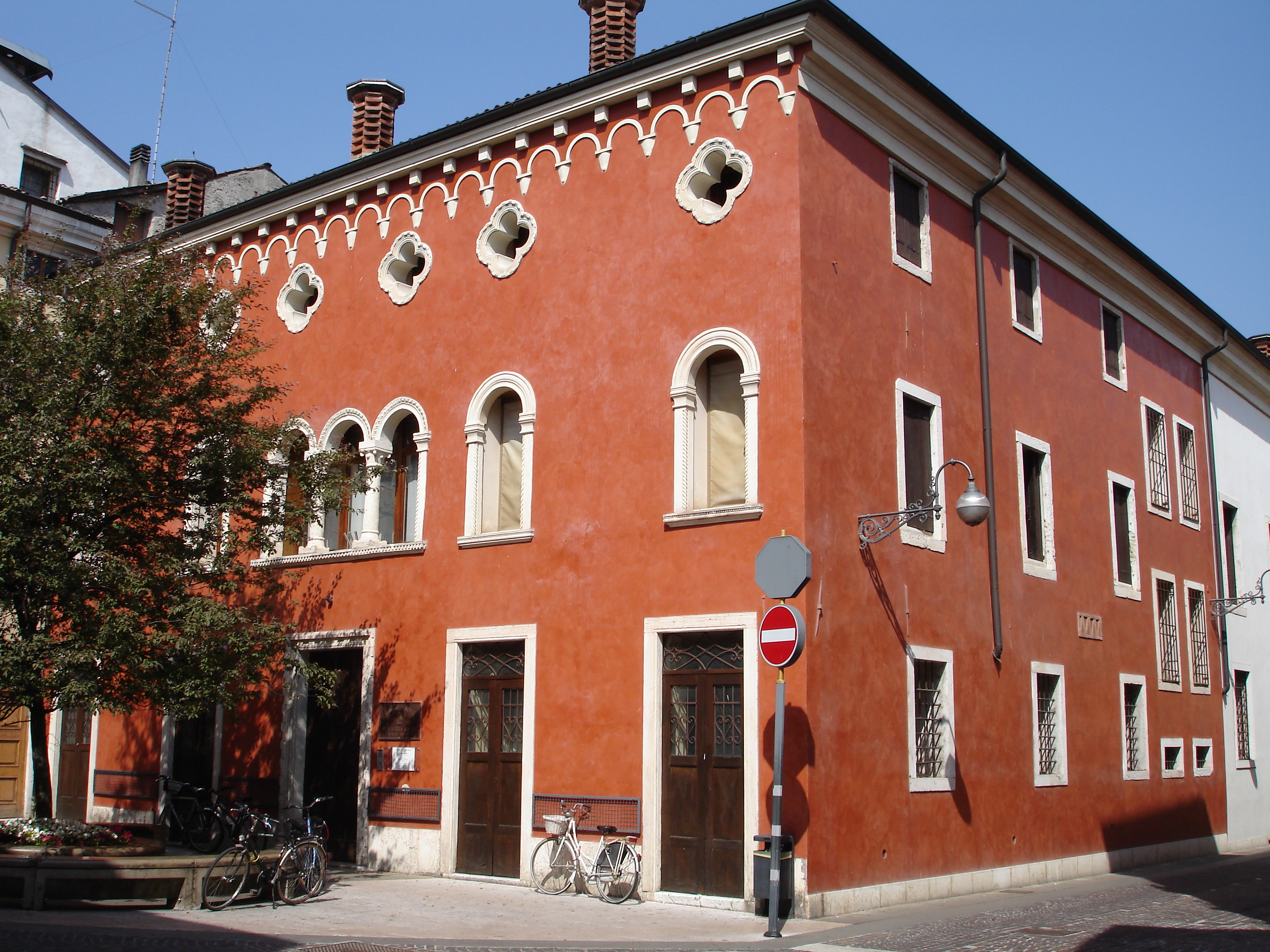
Il palazzo sede della Biblioteca civica

Merita una menzione Il mondo del treno in miniatura, l'esposizione permanente allestita dal Gruppo Fermodellisti Alto Vicentino presso alcune sale della "C.A.S.A.", la casa di riposo cittadina: un plastico di circa 100 m² (uno dei più grandi d'Italia) curato in ogni dettaglio, con quattrocento metri di binari, scambi, passaggi a livello, gallerie, quattro stazioni ferroviarie, e naturalmente, moltissimi esemplari (circa un migliaio) di modelli di locomotive e vagoni.
La biblioteca civica Renato Bortoli ha sede presso l'antico Ospedale Baratto, in pieno centro cittadino. Fondata nel 1953, ha un patrimonio librario di circa 180.000 unità oltre che circa trecento periodici e una sezione bambini e ragazzi che conta circa 25.000 titoli. Custodisce inoltre archivi storici di interesse locale e nazionale.
Nell'aprile del 2013 si è inaugurato lo spazio espositivo a shed, nell'ex lanificio Conte, che si è affiancato al già preesistente sistema di poli espositivi del centro storico costituita da palazzo Toaldi Capra e palazzo Fogazzaro.

### Istruzione

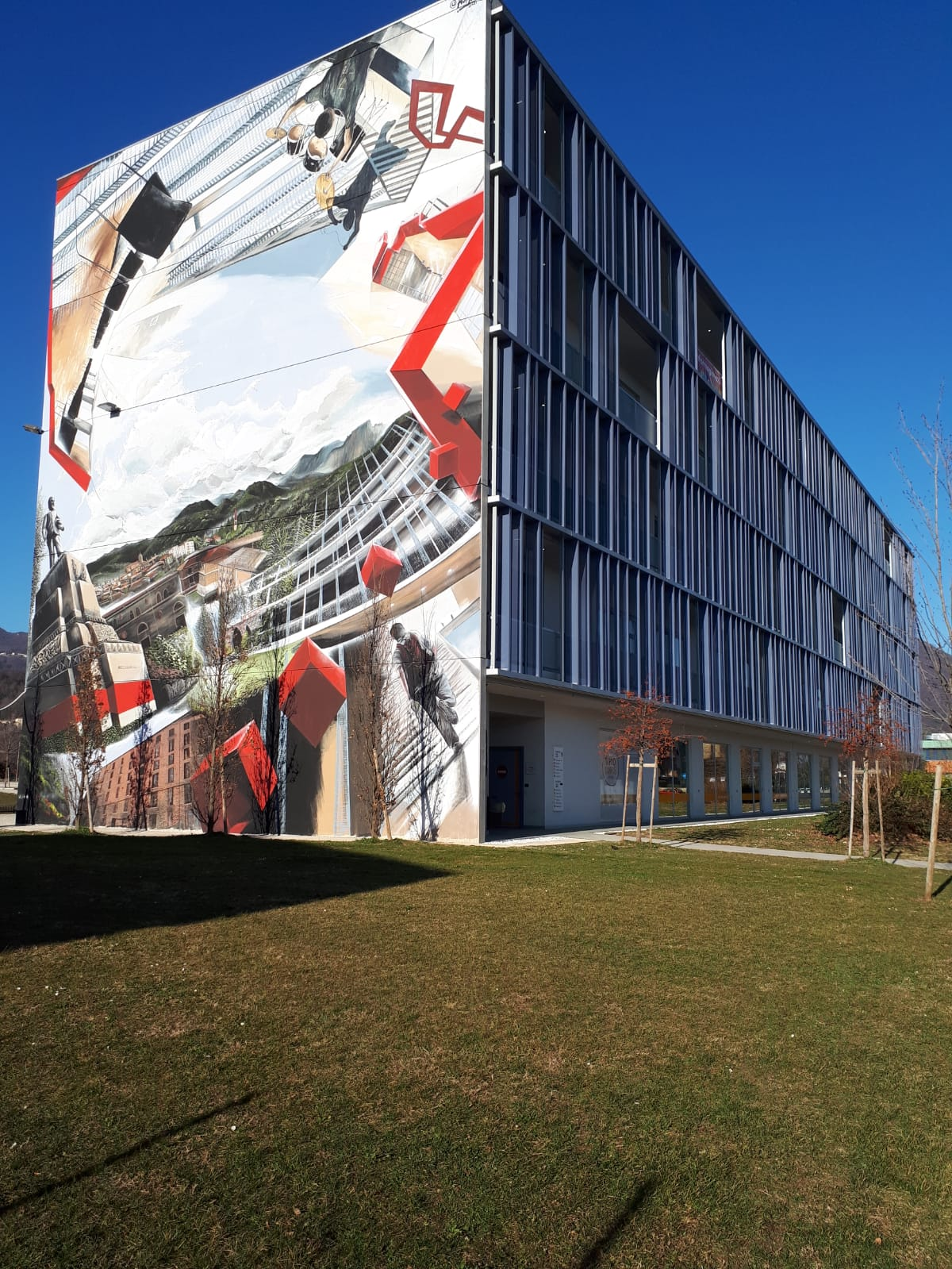
Il Faber Box, edificio polifunzionale fulcro del progetto CampuSchio

Il comune di Schio ha promosso la formazione del CampuSchio, nato come piattaforma di servizi basati sul web (CampuSchio.net) ed evolutosi come progetto urbanistico di creazione di spazi comuni alle scuole superiori, localizzate nella stessa area della città. I lavori per la realizzazione, per un costo preventivato di sette milioni di euro, hanno subìto dei ritardi rispetto alla pianificazione prevista, iniziando di fatto solo nel 2016; il nuovo fabbricato è stato inauguarato nel dicembre 2018. Alla palazzina multiservizi dedicata agli studenti, denominata Faber Box, che include aule studio, sale conferenze, spazi per praticare il teatro e la musica, punto ristoro, spazi per lo svago e socializzazione, e che ospita anche gli uffici comunali Informagiovani, si è affiancata la costruzione di una nuova grande palestra a servizio della cittadella studentesca, inaugurata nel marzo 2023.

#### Scuole secondarie di secondo grado
- Liceo Scientifico Classico Linguistico "Tron-Zanella". Si trattava di due istituti divisi (Liceo Scientifico “N. Tron” e Liceo Classico e Linguistico “G. Zanella”) che si sono accorpati nell’anno scolastico 2019-2020.
- IIS Scienze umane e sociali "A. Martini"
- IIS Artistico "A. Martini"
- ITIS "S. De Pretto"
- ITCG "F.lli Pasini"
- IPSIA "G. B. Garbin"
- CFP "Salesiani Don Bosco"

#### Università
A Schio sono attivi, a cura dell'Università di Padova, i corsi di laurea in Scienze Infermieristiche e in Fisioterapia per l'Aulss 7 Pedemontana.

## Geografia antropica
Storicamente Schio, come indicato negli statuti comunali del 1393, era suddivisa in quattro quartieri (anticamente denominati anche "colmelli"): Castello o Sarèo, (corrispondente alle attuali via Castello, Conte e Pasubio), Oltreponte (oggi via Pasini), Porta di Sotto (le odierne vie Cavour, San Gaetano, Porta di Sotto) e Passuè (oggi via Mazzini, Fusinato, Carducci ovvero sia il quadrivio detto Corobbo). A queste si aggiungevano ulteriori quattro contrade ubicate fuori dal centro del borgo: Poleo, Piane, Giavenale e Leguzzano. Nei secoli, nonostante l'aumento della popolazione, il tessuto urbano rimase sostanzialmente invariato: la mappatura censuaria austriaca del 1840 prevedeva una suddivisione in cinque zone: Oltreponte (via Pasini), Sarèo (via Pasubio), Corobbo (piazza Garibaldi e Rossi, via Cavour, Carducci, Baratto, Castello), Porta di Sotto (vie Porta di Sotto, San Gaetano, Della Pozza) e Codalunga (via Fusinato, Mazzini). Tuttavia, seppur con lentezza, anche l'area urbana era in espansione; a ciò si deve la demolizione delle "sbarre", avvenuta verso la fine del Settecento: per esempio nel 1766 venne demolita la sbarra del Corobbo, nel 1770 quelle di Porta di Sotto e di Sareo.
Il primo grande sviluppo del centro cittadino si registrò nella seconda metà dell'Ottocento, come conseguenza dell'industrializzazione dell'area: venne realizzato il quartiere operaio che andò a raddoppiare come superficie l'estensione urbana di Schio. Durante il periodo fascista venne realizzato il Villaggio Pasubio.
Al comune di Schio vennero inoltre aggregati i comuni di Magrè nel 1928 e di Tretto nel 1969.
Lo sviluppo dei quartieri periferici odierni ha avuto luogo nel secondo dopoguerra: Sacro Cuore di Gesù (la parrocchia risale al 1958), Santa Croce (la parrocchia è stata istituita nel 1963), Santissima Trinità (la parrocchia è stata costituita nel 1970).
Attualmente Schio è suddivisa in sette Consigli di Quartiere ognuno dei quali comprende quartieri, zone e frazioni contigue o comunque omogenee tra loro. I Consigli di Quartiere hanno esclusivamente potere rappresentativo, propositivo e partecipativo e non sostituisce in alcun modo le attività svolte dalle strutture comunali.
- Quartiere 1: Centro - A. Rossi
- Quartiere 2: Stadio - Poleo - Aste - S. Martino
- Quartiere 3: Santissima Trinità - Piane - Ressecco
- Quartiere 4: Magrè - Monte Magrè - Liviera - Ca' Trenta
- Quartiere 5: Giavenale
- Quartiere 6: Tretto
- Quartiere 7: Santa Croce

## Economia
In passato sorsero poche grandi imprese, che catalizzarono le attività e l'economia non solo della città ma anche di tutto il territorio circostante (per esempio la Lanerossi diede lavoro a generazioni di vicentini). In epoche più recenti sono proliferate aziende di piccole e medie dimensioni, aziende famigliari e artigiane sparse in tutto il vasto territorio di cui Schio è a capo.
I settori economici trainanti restano sicuramente l'industria e l'artigianato, in particolare l'industria metalmeccanica, laniera, alimentare, dolciaria e delle confezioni oltre ad alcune prestigiose presenze (anche se numericamente meno rilevanti) legate all'industria farmaceutica, dei marmi, calzature e altro. Negli ultimi anni l'industria tessile ha attraversato una grave crisi che ha comportato la perdita di migliaia di posti di lavoro. Invece è sempre diffusa e rinomata la produzione artigianale di ceramiche e porcellane.
Schio, città dalla forte vocazione imprenditoriale, possiede una vasta zona industriale ai margini del centro abitato (circa 4 milioni di metri quadrati complessivi), creata alla fine degli anni sessanta e poi espansa nei decenni fino alla conformazione attuale, fondendosi di fatto con le attigue e più piccole zone industriali di Santorso e Zanè. Tradizionalmente viene suddivisa in tre parti: l'area degli stabilimenti Lanerossi, la prima zona adibita a uso industriale nel 1967; la "Zona Industriale 1", caratterizzate dalla nomenclatura delle strade con i nomi delle Regioni italiane; la "Zona Industriale 2" con la viabilità riportante i nomi dei laghi italiani, e di qualche capitano d'industria locale. La "Zona Industriale 2" ospita l'impianto di termovalorizzazione dei rifiuti per il bacino dell'Alto vicentino. Dagli anni novanta la zona industriale ha progressivamente lasciato spazio anche alle attività legate al terziario a discapito di quelle manifatturiere, che restano comunque numerose.
Attualmente è ulteriormente diminuita l'importanza dell'agricoltura nel territorio, anche se è notevolmente aumentata la qualità dei prodotti e la meccanizzazione del settore. Il turismo invece sta dimostrando un notevole sviluppo, grazie alla presenza di realtà di grande interesse naturalistico e ambientale, essendo Schio immersa in un ambiente artistico, religioso, culturale, naturalistico e paesaggistico di grande pregio.
Le numerose attività economiche fanno di Schio un comune ricco, si attesta infatti tra i primi cento comuni veneti (in dettaglio alla sessantunesima posizione) per reddito medio pro-capite prendendo come riferimento i dati del 2021, con 24.800 euro di reddito medio complessivo, valori confermati anche nel 2023.

## Infrastrutture e trasporti
Schio è servita dalla linea ferroviaria Schio-Vicenza a binario unico non elettrificata, frequentata soprattutto da studenti e pendolari.
La stazione è in Via Baccarini.
Il collegamento alla rete autostradale è garantito dal casello Thiene-Schio dell'Autostrada A31 (Valdastico).
Il centro abitato è attraversato dalla ex strada statale S.P.46 "del Pasubio" che collega Vicenza a Rovereto. Da Schio prende il via inoltre la ex statale S.P.350 "di Folgaria e Val d'Astico". La logistica dei trasporti all'interno della città e tra Schio e le città confinanti è in continuo sviluppo, da ricordare l'apertura del Traforo Schio-Valdagno, a pedaggio, lungo 4690 metri e scavato sotto il monte Zovo, traforo nato appunto per collegare queste due città legate da intensi scambi commerciali.
Il servizio di trasporto extraurbano è gestito dalla SVT e mette in collegamento Schio al capoluogo e a tutti i principali centri della provincia.
Il servizio di trasporto urbano, svolto dalla società La Linea, è strutturato in quattro linee che mettono in collegamento il centro della città, con la zona industriale, i quartieri periferici e con alcuni comuni limitrofi (Santorso, Marano Vicentino e Torrebelvicino).
La rete di piste ciclabili è ben sviluppata e in continua espansione.

## Amministrazione

Il gonfalone comunale

### Sindaci nominati dal CLN
| Periodo | Periodo | Primo cittadino | Partito                    | Carica  | Note |
| ------- | ------- | --------------- | -------------------------- | ------- | ---- |
| 1945    | 1946    | Domenico Baron  | Partito Comunista Italiano | Sindaco |      |

### Sindaci dal 1946
| Nominativo                                           | Nominativo                                        | Partito / Coalizione                              | Periodo                                           | Elezione                                          |
| Sindaci eletti dal Consiglio comunale (1946-1995)    | Sindaci eletti dal Consiglio comunale (1946-1995) | Sindaci eletti dal Consiglio comunale (1946-1995) | Sindaci eletti dal Consiglio comunale (1946-1995) | Sindaci eletti dal Consiglio comunale (1946-1995) |
| ---------------------------------------------------- | ------------------------------------------------- | ------------------------------------------------- | ------------------------------------------------- | ------------------------------------------------- |
|                                                      | Vincenzo Bonato                                   | Democrazia Cristiana                              | 1946                                              | 1946                                              |
|                                                      | Romano Tommasi                                    | Democrazia Cristiana                              | 1946-1953                                         | (1946)                                            |
| 1951                                                 | Romano Tommasi                                    | Democrazia Cristiana                              | 1946-1953                                         |                                                   |
|                                                      | Erminio Sartori                                   | Democrazia Cristiana                              | 1953-1957                                         | (1951)                                            |
| 1956                                                 | Erminio Sartori                                   | Democrazia Cristiana                              | 1953-1957                                         |                                                   |
|                                                      | Carlo Gramola                                     | Democrazia Cristiana                              | 1957-1970                                         | (1956)                                            |
| 1960                                                 | Carlo Gramola                                     | Democrazia Cristiana                              | 1957-1970                                         |                                                   |
| 1964                                                 | Carlo Gramola                                     | Democrazia Cristiana                              | 1957-1970                                         |                                                   |
|                                                      | Remo Grendene                                     | Democrazia Cristiana                              | 1970-1973                                         | 1970                                              |
|                                                      | Leonardo Beggio                                   | Democrazia Cristiana                              | 1973-1975                                         | (1970)                                            |
|                                                      | Giovanni Maria Bertollo                           | Democrazia Cristiana                              | 1975-1981                                         | 1975                                              |
| 1980                                                 | Giovanni Maria Bertollo                           | Democrazia Cristiana                              | 1975-1981                                         |                                                   |
|                                                      | Eugenio Rossetto                                  | Democrazia Cristiana                              | 1981-1987                                         | (1980)                                            |
| 1985                                                 | Eugenio Rossetto                                  | Democrazia Cristiana                              | 1981-1987                                         |                                                   |
|                                                      | Giuseppe Berlato Sella                            | Democrazia Cristiana                              | 1987-1995                                         | (1985)                                            |
| 1990                                                 | Giuseppe Berlato Sella                            | Democrazia Cristiana                              | 1987-1995                                         |                                                   |
| Sindaci eletti direttamente dai cittadini (dal 1995) |                                                   |                                                   |                                                   |                                                   |
|                                                      | Giuseppe Berlato Sella                            | Centro-sinistra                                   | 1995-2004                                         | 1995                                              |
| 1999                                                 | Giuseppe Berlato Sella                            | Centro-sinistra                                   | 1995-2004                                         |                                                   |
|                                                      | Luigi Dalla Via                                   | Centro-sinistra                                   | 2004-2014                                         | 2004                                              |
| 2009                                                 | Luigi Dalla Via                                   | Centro-sinistra                                   | 2004-2014                                         |                                                   |
|                                                      | Valter Orsi                                       | Liste civiche                                     | 2014-2024                                         | 2014                                              |
| 2019                                                 | Valter Orsi                                       | Liste civiche                                     | 2014-2024                                         |                                                   |
|                                                      | Cristina Marigo                                   | Liste civiche                                     | 2024-in carica                                    | 2024                                              |

### Gemellaggi
- Landshut, dal 1981[49]
- Kaposvár, dal 1990[49]
- Pétange, dal 1992[49]
- Grigny, dal 2011[50]

### Altre informazioni amministrative
La circoscrizione territoriale ha subito le seguenti modifiche: nel 1928 aggregazione di territori del soppresso comune di Magrè Vicentino e nel 1969 aggregazione di territori del soppresso comune di Tretto.

## Sport

### Ginnastica artistica
La più antica associazione sportiva scledense è la Fortitudo, fondata nel 1875. Il nome "Fortitudo" fu attribuito alla società a partire dal 1906. Fino al 1900 la società comprendeva discipline quali il ciclismo, il calcio e l'alpinismo; fino al 1902 comprendeva anche la scherma, e successivamente solo la ginnastica maschile: dopo la fine della seconda guerra mondiale venne creata anche una sezione femminile. La prima sede occupata dalla costituzione della società fino agli anni quaranta fu la chiesetta sconsacrata della Madonna della Neve, comunemente chiamata il castello; successivamente fu utilizzata la palestra delle scuole Marconi fino al 1987 quando la società si trasferì nell'attuale sede nel Palazzetto dello Sport in località Campagnola.

### Pallacanestro
La squadra cittadina di basket femminile, il Famila Schio milita nella serie A1 del campionato nazionale e è attualmente la squadra più titolata d'Italia nella pallacanestro femminile: 13 scudetti: nelle stagioni 2004-2005, 2005-2006, 2007-2008, 2010-2011, 2012-2013, 2013-2014, 2014-2015, 2015-2016, 2017-2018, 2018-2019, 2021-2022, 2022-2023 e 2024-2025si è laureata Campione; ha vinto sedici volte la Coppa Italia, tredici volte la Supercoppa Italiana, due Coppe Ronchetti (2001, 2002) e l'EuroCup (2008). Gioca al Palasport Livio Romare. Da ricordare che nelle file del Famila dal 2003 al 2005 ha giocato la cestista scledense Nicoletta Caselin medaglia d'argento al Campionato Europeo 1995.

### Calcio
La principale squadra di calcio della città, lo Schio Calcio 1905 A.S.D., in passato ha partecipato anche a due campionati di massima serie (nelle stagioni 1920-21 e 1921-22 (FIGC)) e a qualche campionato di Serie C. La società si è sciolta e fusa con altre società del circondario nel 2012 dando origine alla A.C. Schio Torre Valli, salvo poi ridiventare Calcio Schio, la quale nella stagione 2023-2024 milita in Eccellenza. Tra le altre squadre calcistiche cittadine spiccano il Poleo Aste, la P.G.S. Concordia, il Sanvitocatrenta, l'A.C. Giavenale altalenanti tra i campionati di 1ª e 3ª categoria.

### Pallavolo
Da segnalare anche che la squadra di pallavolo maschile scledense (con sponsor Jockey - Deroma e in seguito Wuber) ha militato in serie A1 dalla stagione 92-93 fino alla stagione 95-96, conquistato un quarto posto nella finale di Coppa Italia 1993 giocata a Napoli e un Italian Open nella stagione 94-95. La stagione 1995-96 doveva essere l'anno della consacrazione tra le prime cinque squadre in Italia, ma la squadra retrocesse in serie A2. Attualmente, dopo avere ceduto i diritti sportivi, la società scledense milita in serie C1.

### Pattinaggio artistico
A Schio c'è inoltre una forte squadra di pattinaggio artistico, il GPS. Nel marzo del 2005 una formazione di dodici ragazze, il Metropolis, ha partecipato e vinto la medaglia d'oro ai campionati nazionali tenutasi a Reggio Emilia aggiudicandosi il titolo di campionesse italiane; lo stesso anno ha pertanto partecipato ai campionati europei in Danimarca.

### Karate
A Schio è presente dal 1981 la scuola Bushido Karate Club del maestro Daniela De Pretto, già atleta di spicco del panorama nazionale e internazionale, ora eccellente DT della società; da segnalare tra i numerosi titoli conquistati dalla società scledense: nel 2009, il titolo di Campione del Mondo (del circuito WUKO, World Union of Karate-do Organization) dell'atleta Francesco Dellai con la nazionale FESIK in Messico (Kata); nel 2010, i titoli tricolore di kumitè ippon con Longo Luca, di kata a squadre (Buraglio, Buzzolan, Dellai), nonché il primo posto di Francesco Dellai, il secondo posto a squadre (Buraglio, Buzzolan, Dellai) e il primo posto a squadre nella cat. cadetti (Catania, Bortoloso, Martini) alla WUKO World Cup for Clubs.

### Ciclismo
La società Veloce Club Schio 1902 vanta una lunga tradizione a livello provinciale e regionale.
Il 29 maggio 1998 la 13ª tappa del Giro d'Italia 1998 si è conclusa a Schio con la vittoria di Michele Bartoli del team Asics.

### Impianti sportivi
I principali impianti sportivi di Schio sono:
- Stadio di calcio "De Rigo"
- Centro di atletica leggera "Poli"
- Palasport "Romare"
- Campo da rugby "Mandela"
- Centro natatorio "Campagnola"